# Кучеренко тема
Те́ма Кучеренко — тема в шаховій композиції двоходовому, триходовому жанрі, в задачах на зворотний мат. Суть теми — після вступного ходу виникає загроза, в якій фігура, що зробила вступний хід, повертається на поле, яке вона покинула, при цьому оголошується мат ворожому королю.

## Історія
Під час проведення в 2011 році ювілейного конкурсу «Самбору — 770» поступила на цей конкурс задача, яку склала Наталія Миколаївна Кучеренко (12.03.1961), задум у цьому творі виділявся новизною.
В задачі хибний слід або рішення має тематичний вступний хід, після якого виникає загроза мату ходом цієї ж тематичної фігури на поле, яке вона перед цим покинула. Для вираження теми у будь-якій фазі достатньо щоби був вступний хід із загрозою повернення фігури з оголошенням мата.
Цю ідею, виражену в задачі Наталії Кучеренко, судді ювілейного конкурсу «Самбору — 770» А. Мітюшин і Р. Залокоцький запропонували назвати — тема Кучеренко. А в 2014 році ФШУ разом із журналом «Чорно-білі стежини» провели тематичний міжнародний конкурс на цю тему у чотирьох розділах — #2, #3, S#2, S#3, на який поступило відповідно 70, 14, 84 і 27 задач.
|   | a | b | c | d | e | f | g | h |   |
| 8 | c8 білий ферзь · d8 біла тура · e8 біла тура · a7 чорна тура · c7 чорний слон · d6 білий кінь · g6 чорний пішак · b5 чорний пішак · d5 чорний пішак · f5 чорний пішак · g5 чорний пішак · b4 чорний пішак · e4 чорний пішак · f4 білий пішак · e3 чорний король · e2 білий кінь · g2 білий пішак · b1 білий слон · e1 білий король | c8 білий ферзь · d8 біла тура · e8 біла тура · a7 чорна тура · c7 чорний слон · d6 білий кінь · g6 чорний пішак · b5 чорний пішак · d5 чорний пішак · f5 чорний пішак · g5 чорний пішак · b4 чорний пішак · e4 чорний пішак · f4 білий пішак · e3 чорний король · e2 білий кінь · g2 білий пішак · b1 білий слон · e1 білий король | c8 білий ферзь · d8 біла тура · e8 біла тура · a7 чорна тура · c7 чорний слон · d6 білий кінь · g6 чорний пішак · b5 чорний пішак · d5 чорний пішак · f5 чорний пішак · g5 чорний пішак · b4 чорний пішак · e4 чорний пішак · f4 білий пішак · e3 чорний король · e2 білий кінь · g2 білий пішак · b1 білий слон · e1 білий король | c8 білий ферзь · d8 біла тура · e8 біла тура · a7 чорна тура · c7 чорний слон · d6 білий кінь · g6 чорний пішак · b5 чорний пішак · d5 чорний пішак · f5 чорний пішак · g5 чорний пішак · b4 чорний пішак · e4 чорний пішак · f4 білий пішак · e3 чорний король · e2 білий кінь · g2 білий пішак · b1 білий слон · e1 білий король | c8 білий ферзь · d8 біла тура · e8 біла тура · a7 чорна тура · c7 чорний слон · d6 білий кінь · g6 чорний пішак · b5 чорний пішак · d5 чорний пішак · f5 чорний пішак · g5 чорний пішак · b4 чорний пішак · e4 чорний пішак · f4 білий пішак · e3 чорний король · e2 білий кінь · g2 білий пішак · b1 білий слон · e1 білий король | c8 білий ферзь · d8 біла тура · e8 біла тура · a7 чорна тура · c7 чорний слон · d6 білий кінь · g6 чорний пішак · b5 чорний пішак · d5 чорний пішак · f5 чорний пішак · g5 чорний пішак · b4 чорний пішак · e4 чорний пішак · f4 білий пішак · e3 чорний король · e2 білий кінь · g2 білий пішак · b1 білий слон · e1 білий король | c8 білий ферзь · d8 біла тура · e8 біла тура · a7 чорна тура · c7 чорний слон · d6 білий кінь · g6 чорний пішак · b5 чорний пішак · d5 чорний пішак · f5 чорний пішак · g5 чорний пішак · b4 чорний пішак · e4 чорний пішак · f4 білий пішак · e3 чорний король · e2 білий кінь · g2 білий пішак · b1 білий слон · e1 білий король | c8 білий ферзь · d8 біла тура · e8 біла тура · a7 чорна тура · c7 чорний слон · d6 білий кінь · g6 чорний пішак · b5 чорний пішак · d5 чорний пішак · f5 чорний пішак · g5 чорний пішак · b4 чорний пішак · e4 чорний пішак · f4 білий пішак · e3 чорний король · e2 білий кінь · g2 білий пішак · b1 білий слон · e1 білий король | 8 |
| 7 | c8 білий ферзь · d8 біла тура · e8 біла тура · a7 чорна тура · c7 чорний слон · d6 білий кінь · g6 чорний пішак · b5 чорний пішак · d5 чорний пішак · f5 чорний пішак · g5 чорний пішак · b4 чорний пішак · e4 чорний пішак · f4 білий пішак · e3 чорний король · e2 білий кінь · g2 білий пішак · b1 білий слон · e1 білий король | c8 білий ферзь · d8 біла тура · e8 біла тура · a7 чорна тура · c7 чорний слон · d6 білий кінь · g6 чорний пішак · b5 чорний пішак · d5 чорний пішак · f5 чорний пішак · g5 чорний пішак · b4 чорний пішак · e4 чорний пішак · f4 білий пішак · e3 чорний король · e2 білий кінь · g2 білий пішак · b1 білий слон · e1 білий король | c8 білий ферзь · d8 біла тура · e8 біла тура · a7 чорна тура · c7 чорний слон · d6 білий кінь · g6 чорний пішак · b5 чорний пішак · d5 чорний пішак · f5 чорний пішак · g5 чорний пішак · b4 чорний пішак · e4 чорний пішак · f4 білий пішак · e3 чорний король · e2 білий кінь · g2 білий пішак · b1 білий слон · e1 білий король | c8 білий ферзь · d8 біла тура · e8 біла тура · a7 чорна тура · c7 чорний слон · d6 білий кінь · g6 чорний пішак · b5 чорний пішак · d5 чорний пішак · f5 чорний пішак · g5 чорний пішак · b4 чорний пішак · e4 чорний пішак · f4 білий пішак · e3 чорний король · e2 білий кінь · g2 білий пішак · b1 білий слон · e1 білий король | c8 білий ферзь · d8 біла тура · e8 біла тура · a7 чорна тура · c7 чорний слон · d6 білий кінь · g6 чорний пішак · b5 чорний пішак · d5 чорний пішак · f5 чорний пішак · g5 чорний пішак · b4 чорний пішак · e4 чорний пішак · f4 білий пішак · e3 чорний король · e2 білий кінь · g2 білий пішак · b1 білий слон · e1 білий король | c8 білий ферзь · d8 біла тура · e8 біла тура · a7 чорна тура · c7 чорний слон · d6 білий кінь · g6 чорний пішак · b5 чорний пішак · d5 чорний пішак · f5 чорний пішак · g5 чорний пішак · b4 чорний пішак · e4 чорний пішак · f4 білий пішак · e3 чорний король · e2 білий кінь · g2 білий пішак · b1 білий слон · e1 білий король | c8 білий ферзь · d8 біла тура · e8 біла тура · a7 чорна тура · c7 чорний слон · d6 білий кінь · g6 чорний пішак · b5 чорний пішак · d5 чорний пішак · f5 чорний пішак · g5 чорний пішак · b4 чорний пішак · e4 чорний пішак · f4 білий пішак · e3 чорний король · e2 білий кінь · g2 білий пішак · b1 білий слон · e1 білий король | c8 білий ферзь · d8 біла тура · e8 біла тура · a7 чорна тура · c7 чорний слон · d6 білий кінь · g6 чорний пішак · b5 чорний пішак · d5 чорний пішак · f5 чорний пішак · g5 чорний пішак · b4 чорний пішак · e4 чорний пішак · f4 білий пішак · e3 чорний король · e2 білий кінь · g2 білий пішак · b1 білий слон · e1 білий король | 7 |
| 6 | c8 білий ферзь · d8 біла тура · e8 біла тура · a7 чорна тура · c7 чорний слон · d6 білий кінь · g6 чорний пішак · b5 чорний пішак · d5 чорний пішак · f5 чорний пішак · g5 чорний пішак · b4 чорний пішак · e4 чорний пішак · f4 білий пішак · e3 чорний король · e2 білий кінь · g2 білий пішак · b1 білий слон · e1 білий король | c8 білий ферзь · d8 біла тура · e8 біла тура · a7 чорна тура · c7 чорний слон · d6 білий кінь · g6 чорний пішак · b5 чорний пішак · d5 чорний пішак · f5 чорний пішак · g5 чорний пішак · b4 чорний пішак · e4 чорний пішак · f4 білий пішак · e3 чорний король · e2 білий кінь · g2 білий пішак · b1 білий слон · e1 білий король | c8 білий ферзь · d8 біла тура · e8 біла тура · a7 чорна тура · c7 чорний слон · d6 білий кінь · g6 чорний пішак · b5 чорний пішак · d5 чорний пішак · f5 чорний пішак · g5 чорний пішак · b4 чорний пішак · e4 чорний пішак · f4 білий пішак · e3 чорний король · e2 білий кінь · g2 білий пішак · b1 білий слон · e1 білий король | c8 білий ферзь · d8 біла тура · e8 біла тура · a7 чорна тура · c7 чорний слон · d6 білий кінь · g6 чорний пішак · b5 чорний пішак · d5 чорний пішак · f5 чорний пішак · g5 чорний пішак · b4 чорний пішак · e4 чорний пішак · f4 білий пішак · e3 чорний король · e2 білий кінь · g2 білий пішак · b1 білий слон · e1 білий король | c8 білий ферзь · d8 біла тура · e8 біла тура · a7 чорна тура · c7 чорний слон · d6 білий кінь · g6 чорний пішак · b5 чорний пішак · d5 чорний пішак · f5 чорний пішак · g5 чорний пішак · b4 чорний пішак · e4 чорний пішак · f4 білий пішак · e3 чорний король · e2 білий кінь · g2 білий пішак · b1 білий слон · e1 білий король | c8 білий ферзь · d8 біла тура · e8 біла тура · a7 чорна тура · c7 чорний слон · d6 білий кінь · g6 чорний пішак · b5 чорний пішак · d5 чорний пішак · f5 чорний пішак · g5 чорний пішак · b4 чорний пішак · e4 чорний пішак · f4 білий пішак · e3 чорний король · e2 білий кінь · g2 білий пішак · b1 білий слон · e1 білий король | c8 білий ферзь · d8 біла тура · e8 біла тура · a7 чорна тура · c7 чорний слон · d6 білий кінь · g6 чорний пішак · b5 чорний пішак · d5 чорний пішак · f5 чорний пішак · g5 чорний пішак · b4 чорний пішак · e4 чорний пішак · f4 білий пішак · e3 чорний король · e2 білий кінь · g2 білий пішак · b1 білий слон · e1 білий король | c8 білий ферзь · d8 біла тура · e8 біла тура · a7 чорна тура · c7 чорний слон · d6 білий кінь · g6 чорний пішак · b5 чорний пішак · d5 чорний пішак · f5 чорний пішак · g5 чорний пішак · b4 чорний пішак · e4 чорний пішак · f4 білий пішак · e3 чорний король · e2 білий кінь · g2 білий пішак · b1 білий слон · e1 білий король | 6 |
| 5 | c8 білий ферзь · d8 біла тура · e8 біла тура · a7 чорна тура · c7 чорний слон · d6 білий кінь · g6 чорний пішак · b5 чорний пішак · d5 чорний пішак · f5 чорний пішак · g5 чорний пішак · b4 чорний пішак · e4 чорний пішак · f4 білий пішак · e3 чорний король · e2 білий кінь · g2 білий пішак · b1 білий слон · e1 білий король | c8 білий ферзь · d8 біла тура · e8 біла тура · a7 чорна тура · c7 чорний слон · d6 білий кінь · g6 чорний пішак · b5 чорний пішак · d5 чорний пішак · f5 чорний пішак · g5 чорний пішак · b4 чорний пішак · e4 чорний пішак · f4 білий пішак · e3 чорний король · e2 білий кінь · g2 білий пішак · b1 білий слон · e1 білий король | c8 білий ферзь · d8 біла тура · e8 біла тура · a7 чорна тура · c7 чорний слон · d6 білий кінь · g6 чорний пішак · b5 чорний пішак · d5 чорний пішак · f5 чорний пішак · g5 чорний пішак · b4 чорний пішак · e4 чорний пішак · f4 білий пішак · e3 чорний король · e2 білий кінь · g2 білий пішак · b1 білий слон · e1 білий король | c8 білий ферзь · d8 біла тура · e8 біла тура · a7 чорна тура · c7 чорний слон · d6 білий кінь · g6 чорний пішак · b5 чорний пішак · d5 чорний пішак · f5 чорний пішак · g5 чорний пішак · b4 чорний пішак · e4 чорний пішак · f4 білий пішак · e3 чорний король · e2 білий кінь · g2 білий пішак · b1 білий слон · e1 білий король | c8 білий ферзь · d8 біла тура · e8 біла тура · a7 чорна тура · c7 чорний слон · d6 білий кінь · g6 чорний пішак · b5 чорний пішак · d5 чорний пішак · f5 чорний пішак · g5 чорний пішак · b4 чорний пішак · e4 чорний пішак · f4 білий пішак · e3 чорний король · e2 білий кінь · g2 білий пішак · b1 білий слон · e1 білий король | c8 білий ферзь · d8 біла тура · e8 біла тура · a7 чорна тура · c7 чорний слон · d6 білий кінь · g6 чорний пішак · b5 чорний пішак · d5 чорний пішак · f5 чорний пішак · g5 чорний пішак · b4 чорний пішак · e4 чорний пішак · f4 білий пішак · e3 чорний король · e2 білий кінь · g2 білий пішак · b1 білий слон · e1 білий король | c8 білий ферзь · d8 біла тура · e8 біла тура · a7 чорна тура · c7 чорний слон · d6 білий кінь · g6 чорний пішак · b5 чорний пішак · d5 чорний пішак · f5 чорний пішак · g5 чорний пішак · b4 чорний пішак · e4 чорний пішак · f4 білий пішак · e3 чорний король · e2 білий кінь · g2 білий пішак · b1 білий слон · e1 білий король | c8 білий ферзь · d8 біла тура · e8 біла тура · a7 чорна тура · c7 чорний слон · d6 білий кінь · g6 чорний пішак · b5 чорний пішак · d5 чорний пішак · f5 чорний пішак · g5 чорний пішак · b4 чорний пішак · e4 чорний пішак · f4 білий пішак · e3 чорний король · e2 білий кінь · g2 білий пішак · b1 білий слон · e1 білий король | 5 |
| 4 | c8 білий ферзь · d8 біла тура · e8 біла тура · a7 чорна тура · c7 чорний слон · d6 білий кінь · g6 чорний пішак · b5 чорний пішак · d5 чорний пішак · f5 чорний пішак · g5 чорний пішак · b4 чорний пішак · e4 чорний пішак · f4 білий пішак · e3 чорний король · e2 білий кінь · g2 білий пішак · b1 білий слон · e1 білий король | c8 білий ферзь · d8 біла тура · e8 біла тура · a7 чорна тура · c7 чорний слон · d6 білий кінь · g6 чорний пішак · b5 чорний пішак · d5 чорний пішак · f5 чорний пішак · g5 чорний пішак · b4 чорний пішак · e4 чорний пішак · f4 білий пішак · e3 чорний король · e2 білий кінь · g2 білий пішак · b1 білий слон · e1 білий король | c8 білий ферзь · d8 біла тура · e8 біла тура · a7 чорна тура · c7 чорний слон · d6 білий кінь · g6 чорний пішак · b5 чорний пішак · d5 чорний пішак · f5 чорний пішак · g5 чорний пішак · b4 чорний пішак · e4 чорний пішак · f4 білий пішак · e3 чорний король · e2 білий кінь · g2 білий пішак · b1 білий слон · e1 білий король | c8 білий ферзь · d8 біла тура · e8 біла тура · a7 чорна тура · c7 чорний слон · d6 білий кінь · g6 чорний пішак · b5 чорний пішак · d5 чорний пішак · f5 чорний пішак · g5 чорний пішак · b4 чорний пішак · e4 чорний пішак · f4 білий пішак · e3 чорний король · e2 білий кінь · g2 білий пішак · b1 білий слон · e1 білий король | c8 білий ферзь · d8 біла тура · e8 біла тура · a7 чорна тура · c7 чорний слон · d6 білий кінь · g6 чорний пішак · b5 чорний пішак · d5 чорний пішак · f5 чорний пішак · g5 чорний пішак · b4 чорний пішак · e4 чорний пішак · f4 білий пішак · e3 чорний король · e2 білий кінь · g2 білий пішак · b1 білий слон · e1 білий король | c8 білий ферзь · d8 біла тура · e8 біла тура · a7 чорна тура · c7 чорний слон · d6 білий кінь · g6 чорний пішак · b5 чорний пішак · d5 чорний пішак · f5 чорний пішак · g5 чорний пішак · b4 чорний пішак · e4 чорний пішак · f4 білий пішак · e3 чорний король · e2 білий кінь · g2 білий пішак · b1 білий слон · e1 білий король | c8 білий ферзь · d8 біла тура · e8 біла тура · a7 чорна тура · c7 чорний слон · d6 білий кінь · g6 чорний пішак · b5 чорний пішак · d5 чорний пішак · f5 чорний пішак · g5 чорний пішак · b4 чорний пішак · e4 чорний пішак · f4 білий пішак · e3 чорний король · e2 білий кінь · g2 білий пішак · b1 білий слон · e1 білий король | c8 білий ферзь · d8 біла тура · e8 біла тура · a7 чорна тура · c7 чорний слон · d6 білий кінь · g6 чорний пішак · b5 чорний пішак · d5 чорний пішак · f5 чорний пішак · g5 чорний пішак · b4 чорний пішак · e4 чорний пішак · f4 білий пішак · e3 чорний король · e2 білий кінь · g2 білий пішак · b1 білий слон · e1 білий король | 4 |
| 3 | c8 білий ферзь · d8 біла тура · e8 біла тура · a7 чорна тура · c7 чорний слон · d6 білий кінь · g6 чорний пішак · b5 чорний пішак · d5 чорний пішак · f5 чорний пішак · g5 чорний пішак · b4 чорний пішак · e4 чорний пішак · f4 білий пішак · e3 чорний король · e2 білий кінь · g2 білий пішак · b1 білий слон · e1 білий король | c8 білий ферзь · d8 біла тура · e8 біла тура · a7 чорна тура · c7 чорний слон · d6 білий кінь · g6 чорний пішак · b5 чорний пішак · d5 чорний пішак · f5 чорний пішак · g5 чорний пішак · b4 чорний пішак · e4 чорний пішак · f4 білий пішак · e3 чорний король · e2 білий кінь · g2 білий пішак · b1 білий слон · e1 білий король | c8 білий ферзь · d8 біла тура · e8 біла тура · a7 чорна тура · c7 чорний слон · d6 білий кінь · g6 чорний пішак · b5 чорний пішак · d5 чорний пішак · f5 чорний пішак · g5 чорний пішак · b4 чорний пішак · e4 чорний пішак · f4 білий пішак · e3 чорний король · e2 білий кінь · g2 білий пішак · b1 білий слон · e1 білий король | c8 білий ферзь · d8 біла тура · e8 біла тура · a7 чорна тура · c7 чорний слон · d6 білий кінь · g6 чорний пішак · b5 чорний пішак · d5 чорний пішак · f5 чорний пішак · g5 чорний пішак · b4 чорний пішак · e4 чорний пішак · f4 білий пішак · e3 чорний король · e2 білий кінь · g2 білий пішак · b1 білий слон · e1 білий король | c8 білий ферзь · d8 біла тура · e8 біла тура · a7 чорна тура · c7 чорний слон · d6 білий кінь · g6 чорний пішак · b5 чорний пішак · d5 чорний пішак · f5 чорний пішак · g5 чорний пішак · b4 чорний пішак · e4 чорний пішак · f4 білий пішак · e3 чорний король · e2 білий кінь · g2 білий пішак · b1 білий слон · e1 білий король | c8 білий ферзь · d8 біла тура · e8 біла тура · a7 чорна тура · c7 чорний слон · d6 білий кінь · g6 чорний пішак · b5 чорний пішак · d5 чорний пішак · f5 чорний пішак · g5 чорний пішак · b4 чорний пішак · e4 чорний пішак · f4 білий пішак · e3 чорний король · e2 білий кінь · g2 білий пішак · b1 білий слон · e1 білий король | c8 білий ферзь · d8 біла тура · e8 біла тура · a7 чорна тура · c7 чорний слон · d6 білий кінь · g6 чорний пішак · b5 чорний пішак · d5 чорний пішак · f5 чорний пішак · g5 чорний пішак · b4 чорний пішак · e4 чорний пішак · f4 білий пішак · e3 чорний король · e2 білий кінь · g2 білий пішак · b1 білий слон · e1 білий король | c8 білий ферзь · d8 біла тура · e8 біла тура · a7 чорна тура · c7 чорний слон · d6 білий кінь · g6 чорний пішак · b5 чорний пішак · d5 чорний пішак · f5 чорний пішак · g5 чорний пішак · b4 чорний пішак · e4 чорний пішак · f4 білий пішак · e3 чорний король · e2 білий кінь · g2 білий пішак · b1 білий слон · e1 білий король | 3 |
| 2 | c8 білий ферзь · d8 біла тура · e8 біла тура · a7 чорна тура · c7 чорний слон · d6 білий кінь · g6 чорний пішак · b5 чорний пішак · d5 чорний пішак · f5 чорний пішак · g5 чорний пішак · b4 чорний пішак · e4 чорний пішак · f4 білий пішак · e3 чорний король · e2 білий кінь · g2 білий пішак · b1 білий слон · e1 білий король | c8 білий ферзь · d8 біла тура · e8 біла тура · a7 чорна тура · c7 чорний слон · d6 білий кінь · g6 чорний пішак · b5 чорний пішак · d5 чорний пішак · f5 чорний пішак · g5 чорний пішак · b4 чорний пішак · e4 чорний пішак · f4 білий пішак · e3 чорний король · e2 білий кінь · g2 білий пішак · b1 білий слон · e1 білий король | c8 білий ферзь · d8 біла тура · e8 біла тура · a7 чорна тура · c7 чорний слон · d6 білий кінь · g6 чорний пішак · b5 чорний пішак · d5 чорний пішак · f5 чорний пішак · g5 чорний пішак · b4 чорний пішак · e4 чорний пішак · f4 білий пішак · e3 чорний король · e2 білий кінь · g2 білий пішак · b1 білий слон · e1 білий король | c8 білий ферзь · d8 біла тура · e8 біла тура · a7 чорна тура · c7 чорний слон · d6 білий кінь · g6 чорний пішак · b5 чорний пішак · d5 чорний пішак · f5 чорний пішак · g5 чорний пішак · b4 чорний пішак · e4 чорний пішак · f4 білий пішак · e3 чорний король · e2 білий кінь · g2 білий пішак · b1 білий слон · e1 білий король | c8 білий ферзь · d8 біла тура · e8 біла тура · a7 чорна тура · c7 чорний слон · d6 білий кінь · g6 чорний пішак · b5 чорний пішак · d5 чорний пішак · f5 чорний пішак · g5 чорний пішак · b4 чорний пішак · e4 чорний пішак · f4 білий пішак · e3 чорний король · e2 білий кінь · g2 білий пішак · b1 білий слон · e1 білий король | c8 білий ферзь · d8 біла тура · e8 біла тура · a7 чорна тура · c7 чорний слон · d6 білий кінь · g6 чорний пішак · b5 чорний пішак · d5 чорний пішак · f5 чорний пішак · g5 чорний пішак · b4 чорний пішак · e4 чорний пішак · f4 білий пішак · e3 чорний король · e2 білий кінь · g2 білий пішак · b1 білий слон · e1 білий король | c8 білий ферзь · d8 біла тура · e8 біла тура · a7 чорна тура · c7 чорний слон · d6 білий кінь · g6 чорний пішак · b5 чорний пішак · d5 чорний пішак · f5 чорний пішак · g5 чорний пішак · b4 чорний пішак · e4 чорний пішак · f4 білий пішак · e3 чорний король · e2 білий кінь · g2 білий пішак · b1 білий слон · e1 білий король | c8 білий ферзь · d8 біла тура · e8 біла тура · a7 чорна тура · c7 чорний слон · d6 білий кінь · g6 чорний пішак · b5 чорний пішак · d5 чорний пішак · f5 чорний пішак · g5 чорний пішак · b4 чорний пішак · e4 чорний пішак · f4 білий пішак · e3 чорний король · e2 білий кінь · g2 білий пішак · b1 білий слон · e1 білий король | 2 |
| 1 | c8 білий ферзь · d8 біла тура · e8 біла тура · a7 чорна тура · c7 чорний слон · d6 білий кінь · g6 чорний пішак · b5 чорний пішак · d5 чорний пішак · f5 чорний пішак · g5 чорний пішак · b4 чорний пішак · e4 чорний пішак · f4 білий пішак · e3 чорний король · e2 білий кінь · g2 білий пішак · b1 білий слон · e1 білий король | c8 білий ферзь · d8 біла тура · e8 біла тура · a7 чорна тура · c7 чорний слон · d6 білий кінь · g6 чорний пішак · b5 чорний пішак · d5 чорний пішак · f5 чорний пішак · g5 чорний пішак · b4 чорний пішак · e4 чорний пішак · f4 білий пішак · e3 чорний король · e2 білий кінь · g2 білий пішак · b1 білий слон · e1 білий король | c8 білий ферзь · d8 біла тура · e8 біла тура · a7 чорна тура · c7 чорний слон · d6 білий кінь · g6 чорний пішак · b5 чорний пішак · d5 чорний пішак · f5 чорний пішак · g5 чорний пішак · b4 чорний пішак · e4 чорний пішак · f4 білий пішак · e3 чорний король · e2 білий кінь · g2 білий пішак · b1 білий слон · e1 білий король | c8 білий ферзь · d8 біла тура · e8 біла тура · a7 чорна тура · c7 чорний слон · d6 білий кінь · g6 чорний пішак · b5 чорний пішак · d5 чорний пішак · f5 чорний пішак · g5 чорний пішак · b4 чорний пішак · e4 чорний пішак · f4 білий пішак · e3 чорний король · e2 білий кінь · g2 білий пішак · b1 білий слон · e1 білий король | c8 білий ферзь · d8 біла тура · e8 біла тура · a7 чорна тура · c7 чорний слон · d6 білий кінь · g6 чорний пішак · b5 чорний пішак · d5 чорний пішак · f5 чорний пішак · g5 чорний пішак · b4 чорний пішак · e4 чорний пішак · f4 білий пішак · e3 чорний король · e2 білий кінь · g2 білий пішак · b1 білий слон · e1 білий король | c8 білий ферзь · d8 біла тура · e8 біла тура · a7 чорна тура · c7 чорний слон · d6 білий кінь · g6 чорний пішак · b5 чорний пішак · d5 чорний пішак · f5 чорний пішак · g5 чорний пішак · b4 чорний пішак · e4 чорний пішак · f4 білий пішак · e3 чорний король · e2 білий кінь · g2 білий пішак · b1 білий слон · e1 білий король | c8 білий ферзь · d8 біла тура · e8 біла тура · a7 чорна тура · c7 чорний слон · d6 білий кінь · g6 чорний пішак · b5 чорний пішак · d5 чорний пішак · f5 чорний пішак · g5 чорний пішак · b4 чорний пішак · e4 чорний пішак · f4 білий пішак · e3 чорний король · e2 білий кінь · g2 білий пішак · b1 білий слон · e1 білий король | c8 білий ферзь · d8 біла тура · e8 біла тура · a7 чорна тура · c7 чорний слон · d6 білий кінь · g6 чорний пішак · b5 чорний пішак · d5 чорний пішак · f5 чорний пішак · g5 чорний пішак · b4 чорний пішак · e4 чорний пішак · f4 білий пішак · e3 чорний король · e2 білий кінь · g2 білий пішак · b1 білий слон · e1 білий король | 1 |
|   | a | b | c | d | e | f | g | h |   |

FEN: 2QRR3/r1b5/3N2p1/1p1p1pp1/1p2pP2/4k3/4N1P1/1B2K3
1. Sd6xe4! ~ 2. Se4—d6#

1. … de4 2. Rd3#
1. … fe4  2. Qh3#
1. … B~   2. Qc1#

## Тема у двоходівці
В задачах, із завданням оголосити мат у два ходи, повернення тематичної фігури є на матуючому ході загрози.
|   | a | b | c | d | e | f | g | h |   |
| 8 | a8 білий король · f8 біла тура · c7 білий пішак · d7 білий слон · g7 білий пішак · a6 чорний пішак · b6 чорна тура · c6 чорний пішак · e6 білий кінь · g6 білий пішак · b5 білий пішак · c5 чорний пішак · e5 чорний король · f5 білий кінь · g5 чорний пішак · h5 чорна тура · c4 білий пішак · d4 чорний пішак · g4 чорний пішак · c3 білий ферзь · d3 білий пішак · e2 білий пішак | a8 білий король · f8 біла тура · c7 білий пішак · d7 білий слон · g7 білий пішак · a6 чорний пішак · b6 чорна тура · c6 чорний пішак · e6 білий кінь · g6 білий пішак · b5 білий пішак · c5 чорний пішак · e5 чорний король · f5 білий кінь · g5 чорний пішак · h5 чорна тура · c4 білий пішак · d4 чорний пішак · g4 чорний пішак · c3 білий ферзь · d3 білий пішак · e2 білий пішак | a8 білий король · f8 біла тура · c7 білий пішак · d7 білий слон · g7 білий пішак · a6 чорний пішак · b6 чорна тура · c6 чорний пішак · e6 білий кінь · g6 білий пішак · b5 білий пішак · c5 чорний пішак · e5 чорний король · f5 білий кінь · g5 чорний пішак · h5 чорна тура · c4 білий пішак · d4 чорний пішак · g4 чорний пішак · c3 білий ферзь · d3 білий пішак · e2 білий пішак | a8 білий король · f8 біла тура · c7 білий пішак · d7 білий слон · g7 білий пішак · a6 чорний пішак · b6 чорна тура · c6 чорний пішак · e6 білий кінь · g6 білий пішак · b5 білий пішак · c5 чорний пішак · e5 чорний король · f5 білий кінь · g5 чорний пішак · h5 чорна тура · c4 білий пішак · d4 чорний пішак · g4 чорний пішак · c3 білий ферзь · d3 білий пішак · e2 білий пішак | a8 білий король · f8 біла тура · c7 білий пішак · d7 білий слон · g7 білий пішак · a6 чорний пішак · b6 чорна тура · c6 чорний пішак · e6 білий кінь · g6 білий пішак · b5 білий пішак · c5 чорний пішак · e5 чорний король · f5 білий кінь · g5 чорний пішак · h5 чорна тура · c4 білий пішак · d4 чорний пішак · g4 чорний пішак · c3 білий ферзь · d3 білий пішак · e2 білий пішак | a8 білий король · f8 біла тура · c7 білий пішак · d7 білий слон · g7 білий пішак · a6 чорний пішак · b6 чорна тура · c6 чорний пішак · e6 білий кінь · g6 білий пішак · b5 білий пішак · c5 чорний пішак · e5 чорний король · f5 білий кінь · g5 чорний пішак · h5 чорна тура · c4 білий пішак · d4 чорний пішак · g4 чорний пішак · c3 білий ферзь · d3 білий пішак · e2 білий пішак | a8 білий король · f8 біла тура · c7 білий пішак · d7 білий слон · g7 білий пішак · a6 чорний пішак · b6 чорна тура · c6 чорний пішак · e6 білий кінь · g6 білий пішак · b5 білий пішак · c5 чорний пішак · e5 чорний король · f5 білий кінь · g5 чорний пішак · h5 чорна тура · c4 білий пішак · d4 чорний пішак · g4 чорний пішак · c3 білий ферзь · d3 білий пішак · e2 білий пішак | a8 білий король · f8 біла тура · c7 білий пішак · d7 білий слон · g7 білий пішак · a6 чорний пішак · b6 чорна тура · c6 чорний пішак · e6 білий кінь · g6 білий пішак · b5 білий пішак · c5 чорний пішак · e5 чорний король · f5 білий кінь · g5 чорний пішак · h5 чорна тура · c4 білий пішак · d4 чорний пішак · g4 чорний пішак · c3 білий ферзь · d3 білий пішак · e2 білий пішак | 8 |
| 7 | a8 білий король · f8 біла тура · c7 білий пішак · d7 білий слон · g7 білий пішак · a6 чорний пішак · b6 чорна тура · c6 чорний пішак · e6 білий кінь · g6 білий пішак · b5 білий пішак · c5 чорний пішак · e5 чорний король · f5 білий кінь · g5 чорний пішак · h5 чорна тура · c4 білий пішак · d4 чорний пішак · g4 чорний пішак · c3 білий ферзь · d3 білий пішак · e2 білий пішак | a8 білий король · f8 біла тура · c7 білий пішак · d7 білий слон · g7 білий пішак · a6 чорний пішак · b6 чорна тура · c6 чорний пішак · e6 білий кінь · g6 білий пішак · b5 білий пішак · c5 чорний пішак · e5 чорний король · f5 білий кінь · g5 чорний пішак · h5 чорна тура · c4 білий пішак · d4 чорний пішак · g4 чорний пішак · c3 білий ферзь · d3 білий пішак · e2 білий пішак | a8 білий король · f8 біла тура · c7 білий пішак · d7 білий слон · g7 білий пішак · a6 чорний пішак · b6 чорна тура · c6 чорний пішак · e6 білий кінь · g6 білий пішак · b5 білий пішак · c5 чорний пішак · e5 чорний король · f5 білий кінь · g5 чорний пішак · h5 чорна тура · c4 білий пішак · d4 чорний пішак · g4 чорний пішак · c3 білий ферзь · d3 білий пішак · e2 білий пішак | a8 білий король · f8 біла тура · c7 білий пішак · d7 білий слон · g7 білий пішак · a6 чорний пішак · b6 чорна тура · c6 чорний пішак · e6 білий кінь · g6 білий пішак · b5 білий пішак · c5 чорний пішак · e5 чорний король · f5 білий кінь · g5 чорний пішак · h5 чорна тура · c4 білий пішак · d4 чорний пішак · g4 чорний пішак · c3 білий ферзь · d3 білий пішак · e2 білий пішак | a8 білий король · f8 біла тура · c7 білий пішак · d7 білий слон · g7 білий пішак · a6 чорний пішак · b6 чорна тура · c6 чорний пішак · e6 білий кінь · g6 білий пішак · b5 білий пішак · c5 чорний пішак · e5 чорний король · f5 білий кінь · g5 чорний пішак · h5 чорна тура · c4 білий пішак · d4 чорний пішак · g4 чорний пішак · c3 білий ферзь · d3 білий пішак · e2 білий пішак | a8 білий король · f8 біла тура · c7 білий пішак · d7 білий слон · g7 білий пішак · a6 чорний пішак · b6 чорна тура · c6 чорний пішак · e6 білий кінь · g6 білий пішак · b5 білий пішак · c5 чорний пішак · e5 чорний король · f5 білий кінь · g5 чорний пішак · h5 чорна тура · c4 білий пішак · d4 чорний пішак · g4 чорний пішак · c3 білий ферзь · d3 білий пішак · e2 білий пішак | a8 білий король · f8 біла тура · c7 білий пішак · d7 білий слон · g7 білий пішак · a6 чорний пішак · b6 чорна тура · c6 чорний пішак · e6 білий кінь · g6 білий пішак · b5 білий пішак · c5 чорний пішак · e5 чорний король · f5 білий кінь · g5 чорний пішак · h5 чорна тура · c4 білий пішак · d4 чорний пішак · g4 чорний пішак · c3 білий ферзь · d3 білий пішак · e2 білий пішак | a8 білий король · f8 біла тура · c7 білий пішак · d7 білий слон · g7 білий пішак · a6 чорний пішак · b6 чорна тура · c6 чорний пішак · e6 білий кінь · g6 білий пішак · b5 білий пішак · c5 чорний пішак · e5 чорний король · f5 білий кінь · g5 чорний пішак · h5 чорна тура · c4 білий пішак · d4 чорний пішак · g4 чорний пішак · c3 білий ферзь · d3 білий пішак · e2 білий пішак | 7 |
| 6 | a8 білий король · f8 біла тура · c7 білий пішак · d7 білий слон · g7 білий пішак · a6 чорний пішак · b6 чорна тура · c6 чорний пішак · e6 білий кінь · g6 білий пішак · b5 білий пішак · c5 чорний пішак · e5 чорний король · f5 білий кінь · g5 чорний пішак · h5 чорна тура · c4 білий пішак · d4 чорний пішак · g4 чорний пішак · c3 білий ферзь · d3 білий пішак · e2 білий пішак | a8 білий король · f8 біла тура · c7 білий пішак · d7 білий слон · g7 білий пішак · a6 чорний пішак · b6 чорна тура · c6 чорний пішак · e6 білий кінь · g6 білий пішак · b5 білий пішак · c5 чорний пішак · e5 чорний король · f5 білий кінь · g5 чорний пішак · h5 чорна тура · c4 білий пішак · d4 чорний пішак · g4 чорний пішак · c3 білий ферзь · d3 білий пішак · e2 білий пішак | a8 білий король · f8 біла тура · c7 білий пішак · d7 білий слон · g7 білий пішак · a6 чорний пішак · b6 чорна тура · c6 чорний пішак · e6 білий кінь · g6 білий пішак · b5 білий пішак · c5 чорний пішак · e5 чорний король · f5 білий кінь · g5 чорний пішак · h5 чорна тура · c4 білий пішак · d4 чорний пішак · g4 чорний пішак · c3 білий ферзь · d3 білий пішак · e2 білий пішак | a8 білий король · f8 біла тура · c7 білий пішак · d7 білий слон · g7 білий пішак · a6 чорний пішак · b6 чорна тура · c6 чорний пішак · e6 білий кінь · g6 білий пішак · b5 білий пішак · c5 чорний пішак · e5 чорний король · f5 білий кінь · g5 чорний пішак · h5 чорна тура · c4 білий пішак · d4 чорний пішак · g4 чорний пішак · c3 білий ферзь · d3 білий пішак · e2 білий пішак | a8 білий король · f8 біла тура · c7 білий пішак · d7 білий слон · g7 білий пішак · a6 чорний пішак · b6 чорна тура · c6 чорний пішак · e6 білий кінь · g6 білий пішак · b5 білий пішак · c5 чорний пішак · e5 чорний король · f5 білий кінь · g5 чорний пішак · h5 чорна тура · c4 білий пішак · d4 чорний пішак · g4 чорний пішак · c3 білий ферзь · d3 білий пішак · e2 білий пішак | a8 білий король · f8 біла тура · c7 білий пішак · d7 білий слон · g7 білий пішак · a6 чорний пішак · b6 чорна тура · c6 чорний пішак · e6 білий кінь · g6 білий пішак · b5 білий пішак · c5 чорний пішак · e5 чорний король · f5 білий кінь · g5 чорний пішак · h5 чорна тура · c4 білий пішак · d4 чорний пішак · g4 чорний пішак · c3 білий ферзь · d3 білий пішак · e2 білий пішак | a8 білий король · f8 біла тура · c7 білий пішак · d7 білий слон · g7 білий пішак · a6 чорний пішак · b6 чорна тура · c6 чорний пішак · e6 білий кінь · g6 білий пішак · b5 білий пішак · c5 чорний пішак · e5 чорний король · f5 білий кінь · g5 чорний пішак · h5 чорна тура · c4 білий пішак · d4 чорний пішак · g4 чорний пішак · c3 білий ферзь · d3 білий пішак · e2 білий пішак | a8 білий король · f8 біла тура · c7 білий пішак · d7 білий слон · g7 білий пішак · a6 чорний пішак · b6 чорна тура · c6 чорний пішак · e6 білий кінь · g6 білий пішак · b5 білий пішак · c5 чорний пішак · e5 чорний король · f5 білий кінь · g5 чорний пішак · h5 чорна тура · c4 білий пішак · d4 чорний пішак · g4 чорний пішак · c3 білий ферзь · d3 білий пішак · e2 білий пішак | 6 |
| 5 | a8 білий король · f8 біла тура · c7 білий пішак · d7 білий слон · g7 білий пішак · a6 чорний пішак · b6 чорна тура · c6 чорний пішак · e6 білий кінь · g6 білий пішак · b5 білий пішак · c5 чорний пішак · e5 чорний король · f5 білий кінь · g5 чорний пішак · h5 чорна тура · c4 білий пішак · d4 чорний пішак · g4 чорний пішак · c3 білий ферзь · d3 білий пішак · e2 білий пішак | a8 білий король · f8 біла тура · c7 білий пішак · d7 білий слон · g7 білий пішак · a6 чорний пішак · b6 чорна тура · c6 чорний пішак · e6 білий кінь · g6 білий пішак · b5 білий пішак · c5 чорний пішак · e5 чорний король · f5 білий кінь · g5 чорний пішак · h5 чорна тура · c4 білий пішак · d4 чорний пішак · g4 чорний пішак · c3 білий ферзь · d3 білий пішак · e2 білий пішак | a8 білий король · f8 біла тура · c7 білий пішак · d7 білий слон · g7 білий пішак · a6 чорний пішак · b6 чорна тура · c6 чорний пішак · e6 білий кінь · g6 білий пішак · b5 білий пішак · c5 чорний пішак · e5 чорний король · f5 білий кінь · g5 чорний пішак · h5 чорна тура · c4 білий пішак · d4 чорний пішак · g4 чорний пішак · c3 білий ферзь · d3 білий пішак · e2 білий пішак | a8 білий король · f8 біла тура · c7 білий пішак · d7 білий слон · g7 білий пішак · a6 чорний пішак · b6 чорна тура · c6 чорний пішак · e6 білий кінь · g6 білий пішак · b5 білий пішак · c5 чорний пішак · e5 чорний король · f5 білий кінь · g5 чорний пішак · h5 чорна тура · c4 білий пішак · d4 чорний пішак · g4 чорний пішак · c3 білий ферзь · d3 білий пішак · e2 білий пішак | a8 білий король · f8 біла тура · c7 білий пішак · d7 білий слон · g7 білий пішак · a6 чорний пішак · b6 чорна тура · c6 чорний пішак · e6 білий кінь · g6 білий пішак · b5 білий пішак · c5 чорний пішак · e5 чорний король · f5 білий кінь · g5 чорний пішак · h5 чорна тура · c4 білий пішак · d4 чорний пішак · g4 чорний пішак · c3 білий ферзь · d3 білий пішак · e2 білий пішак | a8 білий король · f8 біла тура · c7 білий пішак · d7 білий слон · g7 білий пішак · a6 чорний пішак · b6 чорна тура · c6 чорний пішак · e6 білий кінь · g6 білий пішак · b5 білий пішак · c5 чорний пішак · e5 чорний король · f5 білий кінь · g5 чорний пішак · h5 чорна тура · c4 білий пішак · d4 чорний пішак · g4 чорний пішак · c3 білий ферзь · d3 білий пішак · e2 білий пішак | a8 білий король · f8 біла тура · c7 білий пішак · d7 білий слон · g7 білий пішак · a6 чорний пішак · b6 чорна тура · c6 чорний пішак · e6 білий кінь · g6 білий пішак · b5 білий пішак · c5 чорний пішак · e5 чорний король · f5 білий кінь · g5 чорний пішак · h5 чорна тура · c4 білий пішак · d4 чорний пішак · g4 чорний пішак · c3 білий ферзь · d3 білий пішак · e2 білий пішак | a8 білий король · f8 біла тура · c7 білий пішак · d7 білий слон · g7 білий пішак · a6 чорний пішак · b6 чорна тура · c6 чорний пішак · e6 білий кінь · g6 білий пішак · b5 білий пішак · c5 чорний пішак · e5 чорний король · f5 білий кінь · g5 чорний пішак · h5 чорна тура · c4 білий пішак · d4 чорний пішак · g4 чорний пішак · c3 білий ферзь · d3 білий пішак · e2 білий пішак | 5 |
| 4 | a8 білий король · f8 біла тура · c7 білий пішак · d7 білий слон · g7 білий пішак · a6 чорний пішак · b6 чорна тура · c6 чорний пішак · e6 білий кінь · g6 білий пішак · b5 білий пішак · c5 чорний пішак · e5 чорний король · f5 білий кінь · g5 чорний пішак · h5 чорна тура · c4 білий пішак · d4 чорний пішак · g4 чорний пішак · c3 білий ферзь · d3 білий пішак · e2 білий пішак | a8 білий король · f8 біла тура · c7 білий пішак · d7 білий слон · g7 білий пішак · a6 чорний пішак · b6 чорна тура · c6 чорний пішак · e6 білий кінь · g6 білий пішак · b5 білий пішак · c5 чорний пішак · e5 чорний король · f5 білий кінь · g5 чорний пішак · h5 чорна тура · c4 білий пішак · d4 чорний пішак · g4 чорний пішак · c3 білий ферзь · d3 білий пішак · e2 білий пішак | a8 білий король · f8 біла тура · c7 білий пішак · d7 білий слон · g7 білий пішак · a6 чорний пішак · b6 чорна тура · c6 чорний пішак · e6 білий кінь · g6 білий пішак · b5 білий пішак · c5 чорний пішак · e5 чорний король · f5 білий кінь · g5 чорний пішак · h5 чорна тура · c4 білий пішак · d4 чорний пішак · g4 чорний пішак · c3 білий ферзь · d3 білий пішак · e2 білий пішак | a8 білий король · f8 біла тура · c7 білий пішак · d7 білий слон · g7 білий пішак · a6 чорний пішак · b6 чорна тура · c6 чорний пішак · e6 білий кінь · g6 білий пішак · b5 білий пішак · c5 чорний пішак · e5 чорний король · f5 білий кінь · g5 чорний пішак · h5 чорна тура · c4 білий пішак · d4 чорний пішак · g4 чорний пішак · c3 білий ферзь · d3 білий пішак · e2 білий пішак | a8 білий король · f8 біла тура · c7 білий пішак · d7 білий слон · g7 білий пішак · a6 чорний пішак · b6 чорна тура · c6 чорний пішак · e6 білий кінь · g6 білий пішак · b5 білий пішак · c5 чорний пішак · e5 чорний король · f5 білий кінь · g5 чорний пішак · h5 чорна тура · c4 білий пішак · d4 чорний пішак · g4 чорний пішак · c3 білий ферзь · d3 білий пішак · e2 білий пішак | a8 білий король · f8 біла тура · c7 білий пішак · d7 білий слон · g7 білий пішак · a6 чорний пішак · b6 чорна тура · c6 чорний пішак · e6 білий кінь · g6 білий пішак · b5 білий пішак · c5 чорний пішак · e5 чорний король · f5 білий кінь · g5 чорний пішак · h5 чорна тура · c4 білий пішак · d4 чорний пішак · g4 чорний пішак · c3 білий ферзь · d3 білий пішак · e2 білий пішак | a8 білий король · f8 біла тура · c7 білий пішак · d7 білий слон · g7 білий пішак · a6 чорний пішак · b6 чорна тура · c6 чорний пішак · e6 білий кінь · g6 білий пішак · b5 білий пішак · c5 чорний пішак · e5 чорний король · f5 білий кінь · g5 чорний пішак · h5 чорна тура · c4 білий пішак · d4 чорний пішак · g4 чорний пішак · c3 білий ферзь · d3 білий пішак · e2 білий пішак | a8 білий король · f8 біла тура · c7 білий пішак · d7 білий слон · g7 білий пішак · a6 чорний пішак · b6 чорна тура · c6 чорний пішак · e6 білий кінь · g6 білий пішак · b5 білий пішак · c5 чорний пішак · e5 чорний король · f5 білий кінь · g5 чорний пішак · h5 чорна тура · c4 білий пішак · d4 чорний пішак · g4 чорний пішак · c3 білий ферзь · d3 білий пішак · e2 білий пішак | 4 |
| 3 | a8 білий король · f8 біла тура · c7 білий пішак · d7 білий слон · g7 білий пішак · a6 чорний пішак · b6 чорна тура · c6 чорний пішак · e6 білий кінь · g6 білий пішак · b5 білий пішак · c5 чорний пішак · e5 чорний король · f5 білий кінь · g5 чорний пішак · h5 чорна тура · c4 білий пішак · d4 чорний пішак · g4 чорний пішак · c3 білий ферзь · d3 білий пішак · e2 білий пішак | a8 білий король · f8 біла тура · c7 білий пішак · d7 білий слон · g7 білий пішак · a6 чорний пішак · b6 чорна тура · c6 чорний пішак · e6 білий кінь · g6 білий пішак · b5 білий пішак · c5 чорний пішак · e5 чорний король · f5 білий кінь · g5 чорний пішак · h5 чорна тура · c4 білий пішак · d4 чорний пішак · g4 чорний пішак · c3 білий ферзь · d3 білий пішак · e2 білий пішак | a8 білий король · f8 біла тура · c7 білий пішак · d7 білий слон · g7 білий пішак · a6 чорний пішак · b6 чорна тура · c6 чорний пішак · e6 білий кінь · g6 білий пішак · b5 білий пішак · c5 чорний пішак · e5 чорний король · f5 білий кінь · g5 чорний пішак · h5 чорна тура · c4 білий пішак · d4 чорний пішак · g4 чорний пішак · c3 білий ферзь · d3 білий пішак · e2 білий пішак | a8 білий король · f8 біла тура · c7 білий пішак · d7 білий слон · g7 білий пішак · a6 чорний пішак · b6 чорна тура · c6 чорний пішак · e6 білий кінь · g6 білий пішак · b5 білий пішак · c5 чорний пішак · e5 чорний король · f5 білий кінь · g5 чорний пішак · h5 чорна тура · c4 білий пішак · d4 чорний пішак · g4 чорний пішак · c3 білий ферзь · d3 білий пішак · e2 білий пішак | a8 білий король · f8 біла тура · c7 білий пішак · d7 білий слон · g7 білий пішак · a6 чорний пішак · b6 чорна тура · c6 чорний пішак · e6 білий кінь · g6 білий пішак · b5 білий пішак · c5 чорний пішак · e5 чорний король · f5 білий кінь · g5 чорний пішак · h5 чорна тура · c4 білий пішак · d4 чорний пішак · g4 чорний пішак · c3 білий ферзь · d3 білий пішак · e2 білий пішак | a8 білий король · f8 біла тура · c7 білий пішак · d7 білий слон · g7 білий пішак · a6 чорний пішак · b6 чорна тура · c6 чорний пішак · e6 білий кінь · g6 білий пішак · b5 білий пішак · c5 чорний пішак · e5 чорний король · f5 білий кінь · g5 чорний пішак · h5 чорна тура · c4 білий пішак · d4 чорний пішак · g4 чорний пішак · c3 білий ферзь · d3 білий пішак · e2 білий пішак | a8 білий король · f8 біла тура · c7 білий пішак · d7 білий слон · g7 білий пішак · a6 чорний пішак · b6 чорна тура · c6 чорний пішак · e6 білий кінь · g6 білий пішак · b5 білий пішак · c5 чорний пішак · e5 чорний король · f5 білий кінь · g5 чорний пішак · h5 чорна тура · c4 білий пішак · d4 чорний пішак · g4 чорний пішак · c3 білий ферзь · d3 білий пішак · e2 білий пішак | a8 білий король · f8 біла тура · c7 білий пішак · d7 білий слон · g7 білий пішак · a6 чорний пішак · b6 чорна тура · c6 чорний пішак · e6 білий кінь · g6 білий пішак · b5 білий пішак · c5 чорний пішак · e5 чорний король · f5 білий кінь · g5 чорний пішак · h5 чорна тура · c4 білий пішак · d4 чорний пішак · g4 чорний пішак · c3 білий ферзь · d3 білий пішак · e2 білий пішак | 3 |
| 2 | a8 білий король · f8 біла тура · c7 білий пішак · d7 білий слон · g7 білий пішак · a6 чорний пішак · b6 чорна тура · c6 чорний пішак · e6 білий кінь · g6 білий пішак · b5 білий пішак · c5 чорний пішак · e5 чорний король · f5 білий кінь · g5 чорний пішак · h5 чорна тура · c4 білий пішак · d4 чорний пішак · g4 чорний пішак · c3 білий ферзь · d3 білий пішак · e2 білий пішак | a8 білий король · f8 біла тура · c7 білий пішак · d7 білий слон · g7 білий пішак · a6 чорний пішак · b6 чорна тура · c6 чорний пішак · e6 білий кінь · g6 білий пішак · b5 білий пішак · c5 чорний пішак · e5 чорний король · f5 білий кінь · g5 чорний пішак · h5 чорна тура · c4 білий пішак · d4 чорний пішак · g4 чорний пішак · c3 білий ферзь · d3 білий пішак · e2 білий пішак | a8 білий король · f8 біла тура · c7 білий пішак · d7 білий слон · g7 білий пішак · a6 чорний пішак · b6 чорна тура · c6 чорний пішак · e6 білий кінь · g6 білий пішак · b5 білий пішак · c5 чорний пішак · e5 чорний король · f5 білий кінь · g5 чорний пішак · h5 чорна тура · c4 білий пішак · d4 чорний пішак · g4 чорний пішак · c3 білий ферзь · d3 білий пішак · e2 білий пішак | a8 білий король · f8 біла тура · c7 білий пішак · d7 білий слон · g7 білий пішак · a6 чорний пішак · b6 чорна тура · c6 чорний пішак · e6 білий кінь · g6 білий пішак · b5 білий пішак · c5 чорний пішак · e5 чорний король · f5 білий кінь · g5 чорний пішак · h5 чорна тура · c4 білий пішак · d4 чорний пішак · g4 чорний пішак · c3 білий ферзь · d3 білий пішак · e2 білий пішак | a8 білий король · f8 біла тура · c7 білий пішак · d7 білий слон · g7 білий пішак · a6 чорний пішак · b6 чорна тура · c6 чорний пішак · e6 білий кінь · g6 білий пішак · b5 білий пішак · c5 чорний пішак · e5 чорний король · f5 білий кінь · g5 чорний пішак · h5 чорна тура · c4 білий пішак · d4 чорний пішак · g4 чорний пішак · c3 білий ферзь · d3 білий пішак · e2 білий пішак | a8 білий король · f8 біла тура · c7 білий пішак · d7 білий слон · g7 білий пішак · a6 чорний пішак · b6 чорна тура · c6 чорний пішак · e6 білий кінь · g6 білий пішак · b5 білий пішак · c5 чорний пішак · e5 чорний король · f5 білий кінь · g5 чорний пішак · h5 чорна тура · c4 білий пішак · d4 чорний пішак · g4 чорний пішак · c3 білий ферзь · d3 білий пішак · e2 білий пішак | a8 білий король · f8 біла тура · c7 білий пішак · d7 білий слон · g7 білий пішак · a6 чорний пішак · b6 чорна тура · c6 чорний пішак · e6 білий кінь · g6 білий пішак · b5 білий пішак · c5 чорний пішак · e5 чорний король · f5 білий кінь · g5 чорний пішак · h5 чорна тура · c4 білий пішак · d4 чорний пішак · g4 чорний пішак · c3 білий ферзь · d3 білий пішак · e2 білий пішак | a8 білий король · f8 біла тура · c7 білий пішак · d7 білий слон · g7 білий пішак · a6 чорний пішак · b6 чорна тура · c6 чорний пішак · e6 білий кінь · g6 білий пішак · b5 білий пішак · c5 чорний пішак · e5 чорний король · f5 білий кінь · g5 чорний пішак · h5 чорна тура · c4 білий пішак · d4 чорний пішак · g4 чорний пішак · c3 білий ферзь · d3 білий пішак · e2 білий пішак | 2 |
| 1 | a8 білий король · f8 біла тура · c7 білий пішак · d7 білий слон · g7 білий пішак · a6 чорний пішак · b6 чорна тура · c6 чорний пішак · e6 білий кінь · g6 білий пішак · b5 білий пішак · c5 чорний пішак · e5 чорний король · f5 білий кінь · g5 чорний пішак · h5 чорна тура · c4 білий пішак · d4 чорний пішак · g4 чорний пішак · c3 білий ферзь · d3 білий пішак · e2 білий пішак | a8 білий король · f8 біла тура · c7 білий пішак · d7 білий слон · g7 білий пішак · a6 чорний пішак · b6 чорна тура · c6 чорний пішак · e6 білий кінь · g6 білий пішак · b5 білий пішак · c5 чорний пішак · e5 чорний король · f5 білий кінь · g5 чорний пішак · h5 чорна тура · c4 білий пішак · d4 чорний пішак · g4 чорний пішак · c3 білий ферзь · d3 білий пішак · e2 білий пішак | a8 білий король · f8 біла тура · c7 білий пішак · d7 білий слон · g7 білий пішак · a6 чорний пішак · b6 чорна тура · c6 чорний пішак · e6 білий кінь · g6 білий пішак · b5 білий пішак · c5 чорний пішак · e5 чорний король · f5 білий кінь · g5 чорний пішак · h5 чорна тура · c4 білий пішак · d4 чорний пішак · g4 чорний пішак · c3 білий ферзь · d3 білий пішак · e2 білий пішак | a8 білий король · f8 біла тура · c7 білий пішак · d7 білий слон · g7 білий пішак · a6 чорний пішак · b6 чорна тура · c6 чорний пішак · e6 білий кінь · g6 білий пішак · b5 білий пішак · c5 чорний пішак · e5 чорний король · f5 білий кінь · g5 чорний пішак · h5 чорна тура · c4 білий пішак · d4 чорний пішак · g4 чорний пішак · c3 білий ферзь · d3 білий пішак · e2 білий пішак | a8 білий король · f8 біла тура · c7 білий пішак · d7 білий слон · g7 білий пішак · a6 чорний пішак · b6 чорна тура · c6 чорний пішак · e6 білий кінь · g6 білий пішак · b5 білий пішак · c5 чорний пішак · e5 чорний король · f5 білий кінь · g5 чорний пішак · h5 чорна тура · c4 білий пішак · d4 чорний пішак · g4 чорний пішак · c3 білий ферзь · d3 білий пішак · e2 білий пішак | a8 білий король · f8 біла тура · c7 білий пішак · d7 білий слон · g7 білий пішак · a6 чорний пішак · b6 чорна тура · c6 чорний пішак · e6 білий кінь · g6 білий пішак · b5 білий пішак · c5 чорний пішак · e5 чорний король · f5 білий кінь · g5 чорний пішак · h5 чорна тура · c4 білий пішак · d4 чорний пішак · g4 чорний пішак · c3 білий ферзь · d3 білий пішак · e2 білий пішак | a8 білий король · f8 біла тура · c7 білий пішак · d7 білий слон · g7 білий пішак · a6 чорний пішак · b6 чорна тура · c6 чорний пішак · e6 білий кінь · g6 білий пішак · b5 білий пішак · c5 чорний пішак · e5 чорний король · f5 білий кінь · g5 чорний пішак · h5 чорна тура · c4 білий пішак · d4 чорний пішак · g4 чорний пішак · c3 білий ферзь · d3 білий пішак · e2 білий пішак | a8 білий король · f8 біла тура · c7 білий пішак · d7 білий слон · g7 білий пішак · a6 чорний пішак · b6 чорна тура · c6 чорний пішак · e6 білий кінь · g6 білий пішак · b5 білий пішак · c5 чорний пішак · e5 чорний король · f5 білий кінь · g5 чорний пішак · h5 чорна тура · c4 білий пішак · d4 чорний пішак · g4 чорний пішак · c3 білий ферзь · d3 білий пішак · e2 білий пішак | 1 |
|   | a | b | c | d | e | f | g | h |   |

FEN: K4R2/2PB2P1/prp1N1P1/1Pp1kNpr/2Pp2p1/2QP4/4P3/8
1. Sf5xd4? ~ 2. Sd4—f5#
1. … cd4 2. Qxd4#
1. … Tb8+ 2. cb8D#, 1. … Kd6!
1. c7—c8Q? ~ 2. Qc8—c7#
1. … Rb8+ 2. cb8Q#, 1. … Rb7!
1. g7—g8Q? ~ 2. Qg8—g7#
1. … Rb8+ 2. cb8Q#, 1. … Rh7!
1. Se6xd4! ~ 2. Sd4—e6#
1. … cd4 2. Qxd4#
1. … Rb8 2. cb8Q#
В задачі виражено тему Кучеренко у вигляді таску — у чотирьох фазах.

## Тема у триходівці
В задачах, із завданням оголосити мат у три ходи, повернення тематичної фігури може бути як на другому ході, так і на матуючому ході загрози.
|   | a | b | c | d | e | f | g | h |   |
| 8 | h8 чорний слон · a7 чорна тура · c7 чорний пішак · d7 біла тура · h7 білий слон · c6 білий пішак · f6 чорний пішак · b5 чорний пішак · c5 білий пішак · d5 білий кінь · f5 білий пішак · a4 чорний слон · b4 білий ферзь · d4 білий пішак · e4 чорний король · g4 чорний пішак · h4 білий король · b3 чорний пішак · e3 чорний пішак · g3 біла тура · b2 білий кінь · f2 чорний кінь · d1 чорний кінь | h8 чорний слон · a7 чорна тура · c7 чорний пішак · d7 біла тура · h7 білий слон · c6 білий пішак · f6 чорний пішак · b5 чорний пішак · c5 білий пішак · d5 білий кінь · f5 білий пішак · a4 чорний слон · b4 білий ферзь · d4 білий пішак · e4 чорний король · g4 чорний пішак · h4 білий король · b3 чорний пішак · e3 чорний пішак · g3 біла тура · b2 білий кінь · f2 чорний кінь · d1 чорний кінь | h8 чорний слон · a7 чорна тура · c7 чорний пішак · d7 біла тура · h7 білий слон · c6 білий пішак · f6 чорний пішак · b5 чорний пішак · c5 білий пішак · d5 білий кінь · f5 білий пішак · a4 чорний слон · b4 білий ферзь · d4 білий пішак · e4 чорний король · g4 чорний пішак · h4 білий король · b3 чорний пішак · e3 чорний пішак · g3 біла тура · b2 білий кінь · f2 чорний кінь · d1 чорний кінь | h8 чорний слон · a7 чорна тура · c7 чорний пішак · d7 біла тура · h7 білий слон · c6 білий пішак · f6 чорний пішак · b5 чорний пішак · c5 білий пішак · d5 білий кінь · f5 білий пішак · a4 чорний слон · b4 білий ферзь · d4 білий пішак · e4 чорний король · g4 чорний пішак · h4 білий король · b3 чорний пішак · e3 чорний пішак · g3 біла тура · b2 білий кінь · f2 чорний кінь · d1 чорний кінь | h8 чорний слон · a7 чорна тура · c7 чорний пішак · d7 біла тура · h7 білий слон · c6 білий пішак · f6 чорний пішак · b5 чорний пішак · c5 білий пішак · d5 білий кінь · f5 білий пішак · a4 чорний слон · b4 білий ферзь · d4 білий пішак · e4 чорний король · g4 чорний пішак · h4 білий король · b3 чорний пішак · e3 чорний пішак · g3 біла тура · b2 білий кінь · f2 чорний кінь · d1 чорний кінь | h8 чорний слон · a7 чорна тура · c7 чорний пішак · d7 біла тура · h7 білий слон · c6 білий пішак · f6 чорний пішак · b5 чорний пішак · c5 білий пішак · d5 білий кінь · f5 білий пішак · a4 чорний слон · b4 білий ферзь · d4 білий пішак · e4 чорний король · g4 чорний пішак · h4 білий король · b3 чорний пішак · e3 чорний пішак · g3 біла тура · b2 білий кінь · f2 чорний кінь · d1 чорний кінь | h8 чорний слон · a7 чорна тура · c7 чорний пішак · d7 біла тура · h7 білий слон · c6 білий пішак · f6 чорний пішак · b5 чорний пішак · c5 білий пішак · d5 білий кінь · f5 білий пішак · a4 чорний слон · b4 білий ферзь · d4 білий пішак · e4 чорний король · g4 чорний пішак · h4 білий король · b3 чорний пішак · e3 чорний пішак · g3 біла тура · b2 білий кінь · f2 чорний кінь · d1 чорний кінь | h8 чорний слон · a7 чорна тура · c7 чорний пішак · d7 біла тура · h7 білий слон · c6 білий пішак · f6 чорний пішак · b5 чорний пішак · c5 білий пішак · d5 білий кінь · f5 білий пішак · a4 чорний слон · b4 білий ферзь · d4 білий пішак · e4 чорний король · g4 чорний пішак · h4 білий король · b3 чорний пішак · e3 чорний пішак · g3 біла тура · b2 білий кінь · f2 чорний кінь · d1 чорний кінь | 8 |
| 7 | h8 чорний слон · a7 чорна тура · c7 чорний пішак · d7 біла тура · h7 білий слон · c6 білий пішак · f6 чорний пішак · b5 чорний пішак · c5 білий пішак · d5 білий кінь · f5 білий пішак · a4 чорний слон · b4 білий ферзь · d4 білий пішак · e4 чорний король · g4 чорний пішак · h4 білий король · b3 чорний пішак · e3 чорний пішак · g3 біла тура · b2 білий кінь · f2 чорний кінь · d1 чорний кінь | h8 чорний слон · a7 чорна тура · c7 чорний пішак · d7 біла тура · h7 білий слон · c6 білий пішак · f6 чорний пішак · b5 чорний пішак · c5 білий пішак · d5 білий кінь · f5 білий пішак · a4 чорний слон · b4 білий ферзь · d4 білий пішак · e4 чорний король · g4 чорний пішак · h4 білий король · b3 чорний пішак · e3 чорний пішак · g3 біла тура · b2 білий кінь · f2 чорний кінь · d1 чорний кінь | h8 чорний слон · a7 чорна тура · c7 чорний пішак · d7 біла тура · h7 білий слон · c6 білий пішак · f6 чорний пішак · b5 чорний пішак · c5 білий пішак · d5 білий кінь · f5 білий пішак · a4 чорний слон · b4 білий ферзь · d4 білий пішак · e4 чорний король · g4 чорний пішак · h4 білий король · b3 чорний пішак · e3 чорний пішак · g3 біла тура · b2 білий кінь · f2 чорний кінь · d1 чорний кінь | h8 чорний слон · a7 чорна тура · c7 чорний пішак · d7 біла тура · h7 білий слон · c6 білий пішак · f6 чорний пішак · b5 чорний пішак · c5 білий пішак · d5 білий кінь · f5 білий пішак · a4 чорний слон · b4 білий ферзь · d4 білий пішак · e4 чорний король · g4 чорний пішак · h4 білий король · b3 чорний пішак · e3 чорний пішак · g3 біла тура · b2 білий кінь · f2 чорний кінь · d1 чорний кінь | h8 чорний слон · a7 чорна тура · c7 чорний пішак · d7 біла тура · h7 білий слон · c6 білий пішак · f6 чорний пішак · b5 чорний пішак · c5 білий пішак · d5 білий кінь · f5 білий пішак · a4 чорний слон · b4 білий ферзь · d4 білий пішак · e4 чорний король · g4 чорний пішак · h4 білий король · b3 чорний пішак · e3 чорний пішак · g3 біла тура · b2 білий кінь · f2 чорний кінь · d1 чорний кінь | h8 чорний слон · a7 чорна тура · c7 чорний пішак · d7 біла тура · h7 білий слон · c6 білий пішак · f6 чорний пішак · b5 чорний пішак · c5 білий пішак · d5 білий кінь · f5 білий пішак · a4 чорний слон · b4 білий ферзь · d4 білий пішак · e4 чорний король · g4 чорний пішак · h4 білий король · b3 чорний пішак · e3 чорний пішак · g3 біла тура · b2 білий кінь · f2 чорний кінь · d1 чорний кінь | h8 чорний слон · a7 чорна тура · c7 чорний пішак · d7 біла тура · h7 білий слон · c6 білий пішак · f6 чорний пішак · b5 чорний пішак · c5 білий пішак · d5 білий кінь · f5 білий пішак · a4 чорний слон · b4 білий ферзь · d4 білий пішак · e4 чорний король · g4 чорний пішак · h4 білий король · b3 чорний пішак · e3 чорний пішак · g3 біла тура · b2 білий кінь · f2 чорний кінь · d1 чорний кінь | h8 чорний слон · a7 чорна тура · c7 чорний пішак · d7 біла тура · h7 білий слон · c6 білий пішак · f6 чорний пішак · b5 чорний пішак · c5 білий пішак · d5 білий кінь · f5 білий пішак · a4 чорний слон · b4 білий ферзь · d4 білий пішак · e4 чорний король · g4 чорний пішак · h4 білий король · b3 чорний пішак · e3 чорний пішак · g3 біла тура · b2 білий кінь · f2 чорний кінь · d1 чорний кінь | 7 |
| 6 | h8 чорний слон · a7 чорна тура · c7 чорний пішак · d7 біла тура · h7 білий слон · c6 білий пішак · f6 чорний пішак · b5 чорний пішак · c5 білий пішак · d5 білий кінь · f5 білий пішак · a4 чорний слон · b4 білий ферзь · d4 білий пішак · e4 чорний король · g4 чорний пішак · h4 білий король · b3 чорний пішак · e3 чорний пішак · g3 біла тура · b2 білий кінь · f2 чорний кінь · d1 чорний кінь | h8 чорний слон · a7 чорна тура · c7 чорний пішак · d7 біла тура · h7 білий слон · c6 білий пішак · f6 чорний пішак · b5 чорний пішак · c5 білий пішак · d5 білий кінь · f5 білий пішак · a4 чорний слон · b4 білий ферзь · d4 білий пішак · e4 чорний король · g4 чорний пішак · h4 білий король · b3 чорний пішак · e3 чорний пішак · g3 біла тура · b2 білий кінь · f2 чорний кінь · d1 чорний кінь | h8 чорний слон · a7 чорна тура · c7 чорний пішак · d7 біла тура · h7 білий слон · c6 білий пішак · f6 чорний пішак · b5 чорний пішак · c5 білий пішак · d5 білий кінь · f5 білий пішак · a4 чорний слон · b4 білий ферзь · d4 білий пішак · e4 чорний король · g4 чорний пішак · h4 білий король · b3 чорний пішак · e3 чорний пішак · g3 біла тура · b2 білий кінь · f2 чорний кінь · d1 чорний кінь | h8 чорний слон · a7 чорна тура · c7 чорний пішак · d7 біла тура · h7 білий слон · c6 білий пішак · f6 чорний пішак · b5 чорний пішак · c5 білий пішак · d5 білий кінь · f5 білий пішак · a4 чорний слон · b4 білий ферзь · d4 білий пішак · e4 чорний король · g4 чорний пішак · h4 білий король · b3 чорний пішак · e3 чорний пішак · g3 біла тура · b2 білий кінь · f2 чорний кінь · d1 чорний кінь | h8 чорний слон · a7 чорна тура · c7 чорний пішак · d7 біла тура · h7 білий слон · c6 білий пішак · f6 чорний пішак · b5 чорний пішак · c5 білий пішак · d5 білий кінь · f5 білий пішак · a4 чорний слон · b4 білий ферзь · d4 білий пішак · e4 чорний король · g4 чорний пішак · h4 білий король · b3 чорний пішак · e3 чорний пішак · g3 біла тура · b2 білий кінь · f2 чорний кінь · d1 чорний кінь | h8 чорний слон · a7 чорна тура · c7 чорний пішак · d7 біла тура · h7 білий слон · c6 білий пішак · f6 чорний пішак · b5 чорний пішак · c5 білий пішак · d5 білий кінь · f5 білий пішак · a4 чорний слон · b4 білий ферзь · d4 білий пішак · e4 чорний король · g4 чорний пішак · h4 білий король · b3 чорний пішак · e3 чорний пішак · g3 біла тура · b2 білий кінь · f2 чорний кінь · d1 чорний кінь | h8 чорний слон · a7 чорна тура · c7 чорний пішак · d7 біла тура · h7 білий слон · c6 білий пішак · f6 чорний пішак · b5 чорний пішак · c5 білий пішак · d5 білий кінь · f5 білий пішак · a4 чорний слон · b4 білий ферзь · d4 білий пішак · e4 чорний король · g4 чорний пішак · h4 білий король · b3 чорний пішак · e3 чорний пішак · g3 біла тура · b2 білий кінь · f2 чорний кінь · d1 чорний кінь | h8 чорний слон · a7 чорна тура · c7 чорний пішак · d7 біла тура · h7 білий слон · c6 білий пішак · f6 чорний пішак · b5 чорний пішак · c5 білий пішак · d5 білий кінь · f5 білий пішак · a4 чорний слон · b4 білий ферзь · d4 білий пішак · e4 чорний король · g4 чорний пішак · h4 білий король · b3 чорний пішак · e3 чорний пішак · g3 біла тура · b2 білий кінь · f2 чорний кінь · d1 чорний кінь | 6 |
| 5 | h8 чорний слон · a7 чорна тура · c7 чорний пішак · d7 біла тура · h7 білий слон · c6 білий пішак · f6 чорний пішак · b5 чорний пішак · c5 білий пішак · d5 білий кінь · f5 білий пішак · a4 чорний слон · b4 білий ферзь · d4 білий пішак · e4 чорний король · g4 чорний пішак · h4 білий король · b3 чорний пішак · e3 чорний пішак · g3 біла тура · b2 білий кінь · f2 чорний кінь · d1 чорний кінь | h8 чорний слон · a7 чорна тура · c7 чорний пішак · d7 біла тура · h7 білий слон · c6 білий пішак · f6 чорний пішак · b5 чорний пішак · c5 білий пішак · d5 білий кінь · f5 білий пішак · a4 чорний слон · b4 білий ферзь · d4 білий пішак · e4 чорний король · g4 чорний пішак · h4 білий король · b3 чорний пішак · e3 чорний пішак · g3 біла тура · b2 білий кінь · f2 чорний кінь · d1 чорний кінь | h8 чорний слон · a7 чорна тура · c7 чорний пішак · d7 біла тура · h7 білий слон · c6 білий пішак · f6 чорний пішак · b5 чорний пішак · c5 білий пішак · d5 білий кінь · f5 білий пішак · a4 чорний слон · b4 білий ферзь · d4 білий пішак · e4 чорний король · g4 чорний пішак · h4 білий король · b3 чорний пішак · e3 чорний пішак · g3 біла тура · b2 білий кінь · f2 чорний кінь · d1 чорний кінь | h8 чорний слон · a7 чорна тура · c7 чорний пішак · d7 біла тура · h7 білий слон · c6 білий пішак · f6 чорний пішак · b5 чорний пішак · c5 білий пішак · d5 білий кінь · f5 білий пішак · a4 чорний слон · b4 білий ферзь · d4 білий пішак · e4 чорний король · g4 чорний пішак · h4 білий король · b3 чорний пішак · e3 чорний пішак · g3 біла тура · b2 білий кінь · f2 чорний кінь · d1 чорний кінь | h8 чорний слон · a7 чорна тура · c7 чорний пішак · d7 біла тура · h7 білий слон · c6 білий пішак · f6 чорний пішак · b5 чорний пішак · c5 білий пішак · d5 білий кінь · f5 білий пішак · a4 чорний слон · b4 білий ферзь · d4 білий пішак · e4 чорний король · g4 чорний пішак · h4 білий король · b3 чорний пішак · e3 чорний пішак · g3 біла тура · b2 білий кінь · f2 чорний кінь · d1 чорний кінь | h8 чорний слон · a7 чорна тура · c7 чорний пішак · d7 біла тура · h7 білий слон · c6 білий пішак · f6 чорний пішак · b5 чорний пішак · c5 білий пішак · d5 білий кінь · f5 білий пішак · a4 чорний слон · b4 білий ферзь · d4 білий пішак · e4 чорний король · g4 чорний пішак · h4 білий король · b3 чорний пішак · e3 чорний пішак · g3 біла тура · b2 білий кінь · f2 чорний кінь · d1 чорний кінь | h8 чорний слон · a7 чорна тура · c7 чорний пішак · d7 біла тура · h7 білий слон · c6 білий пішак · f6 чорний пішак · b5 чорний пішак · c5 білий пішак · d5 білий кінь · f5 білий пішак · a4 чорний слон · b4 білий ферзь · d4 білий пішак · e4 чорний король · g4 чорний пішак · h4 білий король · b3 чорний пішак · e3 чорний пішак · g3 біла тура · b2 білий кінь · f2 чорний кінь · d1 чорний кінь | h8 чорний слон · a7 чорна тура · c7 чорний пішак · d7 біла тура · h7 білий слон · c6 білий пішак · f6 чорний пішак · b5 чорний пішак · c5 білий пішак · d5 білий кінь · f5 білий пішак · a4 чорний слон · b4 білий ферзь · d4 білий пішак · e4 чорний король · g4 чорний пішак · h4 білий король · b3 чорний пішак · e3 чорний пішак · g3 біла тура · b2 білий кінь · f2 чорний кінь · d1 чорний кінь | 5 |
| 4 | h8 чорний слон · a7 чорна тура · c7 чорний пішак · d7 біла тура · h7 білий слон · c6 білий пішак · f6 чорний пішак · b5 чорний пішак · c5 білий пішак · d5 білий кінь · f5 білий пішак · a4 чорний слон · b4 білий ферзь · d4 білий пішак · e4 чорний король · g4 чорний пішак · h4 білий король · b3 чорний пішак · e3 чорний пішак · g3 біла тура · b2 білий кінь · f2 чорний кінь · d1 чорний кінь | h8 чорний слон · a7 чорна тура · c7 чорний пішак · d7 біла тура · h7 білий слон · c6 білий пішак · f6 чорний пішак · b5 чорний пішак · c5 білий пішак · d5 білий кінь · f5 білий пішак · a4 чорний слон · b4 білий ферзь · d4 білий пішак · e4 чорний король · g4 чорний пішак · h4 білий король · b3 чорний пішак · e3 чорний пішак · g3 біла тура · b2 білий кінь · f2 чорний кінь · d1 чорний кінь | h8 чорний слон · a7 чорна тура · c7 чорний пішак · d7 біла тура · h7 білий слон · c6 білий пішак · f6 чорний пішак · b5 чорний пішак · c5 білий пішак · d5 білий кінь · f5 білий пішак · a4 чорний слон · b4 білий ферзь · d4 білий пішак · e4 чорний король · g4 чорний пішак · h4 білий король · b3 чорний пішак · e3 чорний пішак · g3 біла тура · b2 білий кінь · f2 чорний кінь · d1 чорний кінь | h8 чорний слон · a7 чорна тура · c7 чорний пішак · d7 біла тура · h7 білий слон · c6 білий пішак · f6 чорний пішак · b5 чорний пішак · c5 білий пішак · d5 білий кінь · f5 білий пішак · a4 чорний слон · b4 білий ферзь · d4 білий пішак · e4 чорний король · g4 чорний пішак · h4 білий король · b3 чорний пішак · e3 чорний пішак · g3 біла тура · b2 білий кінь · f2 чорний кінь · d1 чорний кінь | h8 чорний слон · a7 чорна тура · c7 чорний пішак · d7 біла тура · h7 білий слон · c6 білий пішак · f6 чорний пішак · b5 чорний пішак · c5 білий пішак · d5 білий кінь · f5 білий пішак · a4 чорний слон · b4 білий ферзь · d4 білий пішак · e4 чорний король · g4 чорний пішак · h4 білий король · b3 чорний пішак · e3 чорний пішак · g3 біла тура · b2 білий кінь · f2 чорний кінь · d1 чорний кінь | h8 чорний слон · a7 чорна тура · c7 чорний пішак · d7 біла тура · h7 білий слон · c6 білий пішак · f6 чорний пішак · b5 чорний пішак · c5 білий пішак · d5 білий кінь · f5 білий пішак · a4 чорний слон · b4 білий ферзь · d4 білий пішак · e4 чорний король · g4 чорний пішак · h4 білий король · b3 чорний пішак · e3 чорний пішак · g3 біла тура · b2 білий кінь · f2 чорний кінь · d1 чорний кінь | h8 чорний слон · a7 чорна тура · c7 чорний пішак · d7 біла тура · h7 білий слон · c6 білий пішак · f6 чорний пішак · b5 чорний пішак · c5 білий пішак · d5 білий кінь · f5 білий пішак · a4 чорний слон · b4 білий ферзь · d4 білий пішак · e4 чорний король · g4 чорний пішак · h4 білий король · b3 чорний пішак · e3 чорний пішак · g3 біла тура · b2 білий кінь · f2 чорний кінь · d1 чорний кінь | h8 чорний слон · a7 чорна тура · c7 чорний пішак · d7 біла тура · h7 білий слон · c6 білий пішак · f6 чорний пішак · b5 чорний пішак · c5 білий пішак · d5 білий кінь · f5 білий пішак · a4 чорний слон · b4 білий ферзь · d4 білий пішак · e4 чорний король · g4 чорний пішак · h4 білий король · b3 чорний пішак · e3 чорний пішак · g3 біла тура · b2 білий кінь · f2 чорний кінь · d1 чорний кінь | 4 |
| 3 | h8 чорний слон · a7 чорна тура · c7 чорний пішак · d7 біла тура · h7 білий слон · c6 білий пішак · f6 чорний пішак · b5 чорний пішак · c5 білий пішак · d5 білий кінь · f5 білий пішак · a4 чорний слон · b4 білий ферзь · d4 білий пішак · e4 чорний король · g4 чорний пішак · h4 білий король · b3 чорний пішак · e3 чорний пішак · g3 біла тура · b2 білий кінь · f2 чорний кінь · d1 чорний кінь | h8 чорний слон · a7 чорна тура · c7 чорний пішак · d7 біла тура · h7 білий слон · c6 білий пішак · f6 чорний пішак · b5 чорний пішак · c5 білий пішак · d5 білий кінь · f5 білий пішак · a4 чорний слон · b4 білий ферзь · d4 білий пішак · e4 чорний король · g4 чорний пішак · h4 білий король · b3 чорний пішак · e3 чорний пішак · g3 біла тура · b2 білий кінь · f2 чорний кінь · d1 чорний кінь | h8 чорний слон · a7 чорна тура · c7 чорний пішак · d7 біла тура · h7 білий слон · c6 білий пішак · f6 чорний пішак · b5 чорний пішак · c5 білий пішак · d5 білий кінь · f5 білий пішак · a4 чорний слон · b4 білий ферзь · d4 білий пішак · e4 чорний король · g4 чорний пішак · h4 білий король · b3 чорний пішак · e3 чорний пішак · g3 біла тура · b2 білий кінь · f2 чорний кінь · d1 чорний кінь | h8 чорний слон · a7 чорна тура · c7 чорний пішак · d7 біла тура · h7 білий слон · c6 білий пішак · f6 чорний пішак · b5 чорний пішак · c5 білий пішак · d5 білий кінь · f5 білий пішак · a4 чорний слон · b4 білий ферзь · d4 білий пішак · e4 чорний король · g4 чорний пішак · h4 білий король · b3 чорний пішак · e3 чорний пішак · g3 біла тура · b2 білий кінь · f2 чорний кінь · d1 чорний кінь | h8 чорний слон · a7 чорна тура · c7 чорний пішак · d7 біла тура · h7 білий слон · c6 білий пішак · f6 чорний пішак · b5 чорний пішак · c5 білий пішак · d5 білий кінь · f5 білий пішак · a4 чорний слон · b4 білий ферзь · d4 білий пішак · e4 чорний король · g4 чорний пішак · h4 білий король · b3 чорний пішак · e3 чорний пішак · g3 біла тура · b2 білий кінь · f2 чорний кінь · d1 чорний кінь | h8 чорний слон · a7 чорна тура · c7 чорний пішак · d7 біла тура · h7 білий слон · c6 білий пішак · f6 чорний пішак · b5 чорний пішак · c5 білий пішак · d5 білий кінь · f5 білий пішак · a4 чорний слон · b4 білий ферзь · d4 білий пішак · e4 чорний король · g4 чорний пішак · h4 білий король · b3 чорний пішак · e3 чорний пішак · g3 біла тура · b2 білий кінь · f2 чорний кінь · d1 чорний кінь | h8 чорний слон · a7 чорна тура · c7 чорний пішак · d7 біла тура · h7 білий слон · c6 білий пішак · f6 чорний пішак · b5 чорний пішак · c5 білий пішак · d5 білий кінь · f5 білий пішак · a4 чорний слон · b4 білий ферзь · d4 білий пішак · e4 чорний король · g4 чорний пішак · h4 білий король · b3 чорний пішак · e3 чорний пішак · g3 біла тура · b2 білий кінь · f2 чорний кінь · d1 чорний кінь | h8 чорний слон · a7 чорна тура · c7 чорний пішак · d7 біла тура · h7 білий слон · c6 білий пішак · f6 чорний пішак · b5 чорний пішак · c5 білий пішак · d5 білий кінь · f5 білий пішак · a4 чорний слон · b4 білий ферзь · d4 білий пішак · e4 чорний король · g4 чорний пішак · h4 білий король · b3 чорний пішак · e3 чорний пішак · g3 біла тура · b2 білий кінь · f2 чорний кінь · d1 чорний кінь | 3 |
| 2 | h8 чорний слон · a7 чорна тура · c7 чорний пішак · d7 біла тура · h7 білий слон · c6 білий пішак · f6 чорний пішак · b5 чорний пішак · c5 білий пішак · d5 білий кінь · f5 білий пішак · a4 чорний слон · b4 білий ферзь · d4 білий пішак · e4 чорний король · g4 чорний пішак · h4 білий король · b3 чорний пішак · e3 чорний пішак · g3 біла тура · b2 білий кінь · f2 чорний кінь · d1 чорний кінь | h8 чорний слон · a7 чорна тура · c7 чорний пішак · d7 біла тура · h7 білий слон · c6 білий пішак · f6 чорний пішак · b5 чорний пішак · c5 білий пішак · d5 білий кінь · f5 білий пішак · a4 чорний слон · b4 білий ферзь · d4 білий пішак · e4 чорний король · g4 чорний пішак · h4 білий король · b3 чорний пішак · e3 чорний пішак · g3 біла тура · b2 білий кінь · f2 чорний кінь · d1 чорний кінь | h8 чорний слон · a7 чорна тура · c7 чорний пішак · d7 біла тура · h7 білий слон · c6 білий пішак · f6 чорний пішак · b5 чорний пішак · c5 білий пішак · d5 білий кінь · f5 білий пішак · a4 чорний слон · b4 білий ферзь · d4 білий пішак · e4 чорний король · g4 чорний пішак · h4 білий король · b3 чорний пішак · e3 чорний пішак · g3 біла тура · b2 білий кінь · f2 чорний кінь · d1 чорний кінь | h8 чорний слон · a7 чорна тура · c7 чорний пішак · d7 біла тура · h7 білий слон · c6 білий пішак · f6 чорний пішак · b5 чорний пішак · c5 білий пішак · d5 білий кінь · f5 білий пішак · a4 чорний слон · b4 білий ферзь · d4 білий пішак · e4 чорний король · g4 чорний пішак · h4 білий король · b3 чорний пішак · e3 чорний пішак · g3 біла тура · b2 білий кінь · f2 чорний кінь · d1 чорний кінь | h8 чорний слон · a7 чорна тура · c7 чорний пішак · d7 біла тура · h7 білий слон · c6 білий пішак · f6 чорний пішак · b5 чорний пішак · c5 білий пішак · d5 білий кінь · f5 білий пішак · a4 чорний слон · b4 білий ферзь · d4 білий пішак · e4 чорний король · g4 чорний пішак · h4 білий король · b3 чорний пішак · e3 чорний пішак · g3 біла тура · b2 білий кінь · f2 чорний кінь · d1 чорний кінь | h8 чорний слон · a7 чорна тура · c7 чорний пішак · d7 біла тура · h7 білий слон · c6 білий пішак · f6 чорний пішак · b5 чорний пішак · c5 білий пішак · d5 білий кінь · f5 білий пішак · a4 чорний слон · b4 білий ферзь · d4 білий пішак · e4 чорний король · g4 чорний пішак · h4 білий король · b3 чорний пішак · e3 чорний пішак · g3 біла тура · b2 білий кінь · f2 чорний кінь · d1 чорний кінь | h8 чорний слон · a7 чорна тура · c7 чорний пішак · d7 біла тура · h7 білий слон · c6 білий пішак · f6 чорний пішак · b5 чорний пішак · c5 білий пішак · d5 білий кінь · f5 білий пішак · a4 чорний слон · b4 білий ферзь · d4 білий пішак · e4 чорний король · g4 чорний пішак · h4 білий король · b3 чорний пішак · e3 чорний пішак · g3 біла тура · b2 білий кінь · f2 чорний кінь · d1 чорний кінь | h8 чорний слон · a7 чорна тура · c7 чорний пішак · d7 біла тура · h7 білий слон · c6 білий пішак · f6 чорний пішак · b5 чорний пішак · c5 білий пішак · d5 білий кінь · f5 білий пішак · a4 чорний слон · b4 білий ферзь · d4 білий пішак · e4 чорний король · g4 чорний пішак · h4 білий король · b3 чорний пішак · e3 чорний пішак · g3 біла тура · b2 білий кінь · f2 чорний кінь · d1 чорний кінь | 2 |
| 1 | h8 чорний слон · a7 чорна тура · c7 чорний пішак · d7 біла тура · h7 білий слон · c6 білий пішак · f6 чорний пішак · b5 чорний пішак · c5 білий пішак · d5 білий кінь · f5 білий пішак · a4 чорний слон · b4 білий ферзь · d4 білий пішак · e4 чорний король · g4 чорний пішак · h4 білий король · b3 чорний пішак · e3 чорний пішак · g3 біла тура · b2 білий кінь · f2 чорний кінь · d1 чорний кінь | h8 чорний слон · a7 чорна тура · c7 чорний пішак · d7 біла тура · h7 білий слон · c6 білий пішак · f6 чорний пішак · b5 чорний пішак · c5 білий пішак · d5 білий кінь · f5 білий пішак · a4 чорний слон · b4 білий ферзь · d4 білий пішак · e4 чорний король · g4 чорний пішак · h4 білий король · b3 чорний пішак · e3 чорний пішак · g3 біла тура · b2 білий кінь · f2 чорний кінь · d1 чорний кінь | h8 чорний слон · a7 чорна тура · c7 чорний пішак · d7 біла тура · h7 білий слон · c6 білий пішак · f6 чорний пішак · b5 чорний пішак · c5 білий пішак · d5 білий кінь · f5 білий пішак · a4 чорний слон · b4 білий ферзь · d4 білий пішак · e4 чорний король · g4 чорний пішак · h4 білий король · b3 чорний пішак · e3 чорний пішак · g3 біла тура · b2 білий кінь · f2 чорний кінь · d1 чорний кінь | h8 чорний слон · a7 чорна тура · c7 чорний пішак · d7 біла тура · h7 білий слон · c6 білий пішак · f6 чорний пішак · b5 чорний пішак · c5 білий пішак · d5 білий кінь · f5 білий пішак · a4 чорний слон · b4 білий ферзь · d4 білий пішак · e4 чорний король · g4 чорний пішак · h4 білий король · b3 чорний пішак · e3 чорний пішак · g3 біла тура · b2 білий кінь · f2 чорний кінь · d1 чорний кінь | h8 чорний слон · a7 чорна тура · c7 чорний пішак · d7 біла тура · h7 білий слон · c6 білий пішак · f6 чорний пішак · b5 чорний пішак · c5 білий пішак · d5 білий кінь · f5 білий пішак · a4 чорний слон · b4 білий ферзь · d4 білий пішак · e4 чорний король · g4 чорний пішак · h4 білий король · b3 чорний пішак · e3 чорний пішак · g3 біла тура · b2 білий кінь · f2 чорний кінь · d1 чорний кінь | h8 чорний слон · a7 чорна тура · c7 чорний пішак · d7 біла тура · h7 білий слон · c6 білий пішак · f6 чорний пішак · b5 чорний пішак · c5 білий пішак · d5 білий кінь · f5 білий пішак · a4 чорний слон · b4 білий ферзь · d4 білий пішак · e4 чорний король · g4 чорний пішак · h4 білий король · b3 чорний пішак · e3 чорний пішак · g3 біла тура · b2 білий кінь · f2 чорний кінь · d1 чорний кінь | h8 чорний слон · a7 чорна тура · c7 чорний пішак · d7 біла тура · h7 білий слон · c6 білий пішак · f6 чорний пішак · b5 чорний пішак · c5 білий пішак · d5 білий кінь · f5 білий пішак · a4 чорний слон · b4 білий ферзь · d4 білий пішак · e4 чорний король · g4 чорний пішак · h4 білий король · b3 чорний пішак · e3 чорний пішак · g3 біла тура · b2 білий кінь · f2 чорний кінь · d1 чорний кінь | h8 чорний слон · a7 чорна тура · c7 чорний пішак · d7 біла тура · h7 білий слон · c6 білий пішак · f6 чорний пішак · b5 чорний пішак · c5 білий пішак · d5 білий кінь · f5 білий пішак · a4 чорний слон · b4 білий ферзь · d4 білий пішак · e4 чорний король · g4 чорний пішак · h4 білий король · b3 чорний пішак · e3 чорний пішак · g3 біла тура · b2 білий кінь · f2 чорний кінь · d1 чорний кінь | 1 |
|   | a | b | c | d | e | f | g | h |   |

FEN: 7b/r1pR3B/2P2p2/1pPN1P2/bQ1Pk1pK/1p2p1R1/1N3n2/3n4
1. Bh7—g8? ~ 2.Re7+ Kxf5 3. Bg8—h7#
1. … Kxf5 2. Bh7+ Ke6 3. Sf4#
1. … Sxb2 2. Rxe3+ Kxf5 3. Bh7#, 1. … Sd3!
1. Qb4—e1! ~ 2. Txe3+ Kxd4 3. Qe1—b4#
          2. … Sxe3 3. Qxe3#
1. … Kd4 2. Qb4+ Ke5 3. Qf4#
1. … Sd3 2. Sc3+ Sxc3 3. Qxe3#
          2. … Kf4 3. Sxd3#
1. … e2 2. Qd2 Sh3 3. Qd3#

## Тема на зворотний мат
У цьому жанрі повернення проходить у загрозі, де біла тематична фігура після першого ходу, щоб змусити чорних оголосити мат білому королю, повертається на поле, яке вона покинула.
|   | a | b | c | d | e | f | g | h |   |
| 8 | f8 білий слон · h8 чорний король · b7 чорний пішак · b6 чорна тура · c6 білий кінь · d6 білий пішак · g6 білий пішак · h6 чорний пішак · b5 білий пішак · c5 чорний пішак · h5 білий король · c4 білий слон · d4 чорний пішак · e4 біла тура · f4 білий пішак · g4 білий пішак · h4 чорний слон · b3 білий пішак · d3 біла тура · e3 чорний пішак · g3 чорний пішак · h3 чорна тура · b2 білий ферзь · c2 білий пішак · d2 білий пішак · e2 білий кінь · h2 чорний ферзь · h1 чорний слон | f8 білий слон · h8 чорний король · b7 чорний пішак · b6 чорна тура · c6 білий кінь · d6 білий пішак · g6 білий пішак · h6 чорний пішак · b5 білий пішак · c5 чорний пішак · h5 білий король · c4 білий слон · d4 чорний пішак · e4 біла тура · f4 білий пішак · g4 білий пішак · h4 чорний слон · b3 білий пішак · d3 біла тура · e3 чорний пішак · g3 чорний пішак · h3 чорна тура · b2 білий ферзь · c2 білий пішак · d2 білий пішак · e2 білий кінь · h2 чорний ферзь · h1 чорний слон | f8 білий слон · h8 чорний король · b7 чорний пішак · b6 чорна тура · c6 білий кінь · d6 білий пішак · g6 білий пішак · h6 чорний пішак · b5 білий пішак · c5 чорний пішак · h5 білий король · c4 білий слон · d4 чорний пішак · e4 біла тура · f4 білий пішак · g4 білий пішак · h4 чорний слон · b3 білий пішак · d3 біла тура · e3 чорний пішак · g3 чорний пішак · h3 чорна тура · b2 білий ферзь · c2 білий пішак · d2 білий пішак · e2 білий кінь · h2 чорний ферзь · h1 чорний слон | f8 білий слон · h8 чорний король · b7 чорний пішак · b6 чорна тура · c6 білий кінь · d6 білий пішак · g6 білий пішак · h6 чорний пішак · b5 білий пішак · c5 чорний пішак · h5 білий король · c4 білий слон · d4 чорний пішак · e4 біла тура · f4 білий пішак · g4 білий пішак · h4 чорний слон · b3 білий пішак · d3 біла тура · e3 чорний пішак · g3 чорний пішак · h3 чорна тура · b2 білий ферзь · c2 білий пішак · d2 білий пішак · e2 білий кінь · h2 чорний ферзь · h1 чорний слон | f8 білий слон · h8 чорний король · b7 чорний пішак · b6 чорна тура · c6 білий кінь · d6 білий пішак · g6 білий пішак · h6 чорний пішак · b5 білий пішак · c5 чорний пішак · h5 білий король · c4 білий слон · d4 чорний пішак · e4 біла тура · f4 білий пішак · g4 білий пішак · h4 чорний слон · b3 білий пішак · d3 біла тура · e3 чорний пішак · g3 чорний пішак · h3 чорна тура · b2 білий ферзь · c2 білий пішак · d2 білий пішак · e2 білий кінь · h2 чорний ферзь · h1 чорний слон | f8 білий слон · h8 чорний король · b7 чорний пішак · b6 чорна тура · c6 білий кінь · d6 білий пішак · g6 білий пішак · h6 чорний пішак · b5 білий пішак · c5 чорний пішак · h5 білий король · c4 білий слон · d4 чорний пішак · e4 біла тура · f4 білий пішак · g4 білий пішак · h4 чорний слон · b3 білий пішак · d3 біла тура · e3 чорний пішак · g3 чорний пішак · h3 чорна тура · b2 білий ферзь · c2 білий пішак · d2 білий пішак · e2 білий кінь · h2 чорний ферзь · h1 чорний слон | f8 білий слон · h8 чорний король · b7 чорний пішак · b6 чорна тура · c6 білий кінь · d6 білий пішак · g6 білий пішак · h6 чорний пішак · b5 білий пішак · c5 чорний пішак · h5 білий король · c4 білий слон · d4 чорний пішак · e4 біла тура · f4 білий пішак · g4 білий пішак · h4 чорний слон · b3 білий пішак · d3 біла тура · e3 чорний пішак · g3 чорний пішак · h3 чорна тура · b2 білий ферзь · c2 білий пішак · d2 білий пішак · e2 білий кінь · h2 чорний ферзь · h1 чорний слон | f8 білий слон · h8 чорний король · b7 чорний пішак · b6 чорна тура · c6 білий кінь · d6 білий пішак · g6 білий пішак · h6 чорний пішак · b5 білий пішак · c5 чорний пішак · h5 білий король · c4 білий слон · d4 чорний пішак · e4 біла тура · f4 білий пішак · g4 білий пішак · h4 чорний слон · b3 білий пішак · d3 біла тура · e3 чорний пішак · g3 чорний пішак · h3 чорна тура · b2 білий ферзь · c2 білий пішак · d2 білий пішак · e2 білий кінь · h2 чорний ферзь · h1 чорний слон | 8 |
| 7 | f8 білий слон · h8 чорний король · b7 чорний пішак · b6 чорна тура · c6 білий кінь · d6 білий пішак · g6 білий пішак · h6 чорний пішак · b5 білий пішак · c5 чорний пішак · h5 білий король · c4 білий слон · d4 чорний пішак · e4 біла тура · f4 білий пішак · g4 білий пішак · h4 чорний слон · b3 білий пішак · d3 біла тура · e3 чорний пішак · g3 чорний пішак · h3 чорна тура · b2 білий ферзь · c2 білий пішак · d2 білий пішак · e2 білий кінь · h2 чорний ферзь · h1 чорний слон | f8 білий слон · h8 чорний король · b7 чорний пішак · b6 чорна тура · c6 білий кінь · d6 білий пішак · g6 білий пішак · h6 чорний пішак · b5 білий пішак · c5 чорний пішак · h5 білий король · c4 білий слон · d4 чорний пішак · e4 біла тура · f4 білий пішак · g4 білий пішак · h4 чорний слон · b3 білий пішак · d3 біла тура · e3 чорний пішак · g3 чорний пішак · h3 чорна тура · b2 білий ферзь · c2 білий пішак · d2 білий пішак · e2 білий кінь · h2 чорний ферзь · h1 чорний слон | f8 білий слон · h8 чорний король · b7 чорний пішак · b6 чорна тура · c6 білий кінь · d6 білий пішак · g6 білий пішак · h6 чорний пішак · b5 білий пішак · c5 чорний пішак · h5 білий король · c4 білий слон · d4 чорний пішак · e4 біла тура · f4 білий пішак · g4 білий пішак · h4 чорний слон · b3 білий пішак · d3 біла тура · e3 чорний пішак · g3 чорний пішак · h3 чорна тура · b2 білий ферзь · c2 білий пішак · d2 білий пішак · e2 білий кінь · h2 чорний ферзь · h1 чорний слон | f8 білий слон · h8 чорний король · b7 чорний пішак · b6 чорна тура · c6 білий кінь · d6 білий пішак · g6 білий пішак · h6 чорний пішак · b5 білий пішак · c5 чорний пішак · h5 білий король · c4 білий слон · d4 чорний пішак · e4 біла тура · f4 білий пішак · g4 білий пішак · h4 чорний слон · b3 білий пішак · d3 біла тура · e3 чорний пішак · g3 чорний пішак · h3 чорна тура · b2 білий ферзь · c2 білий пішак · d2 білий пішак · e2 білий кінь · h2 чорний ферзь · h1 чорний слон | f8 білий слон · h8 чорний король · b7 чорний пішак · b6 чорна тура · c6 білий кінь · d6 білий пішак · g6 білий пішак · h6 чорний пішак · b5 білий пішак · c5 чорний пішак · h5 білий король · c4 білий слон · d4 чорний пішак · e4 біла тура · f4 білий пішак · g4 білий пішак · h4 чорний слон · b3 білий пішак · d3 біла тура · e3 чорний пішак · g3 чорний пішак · h3 чорна тура · b2 білий ферзь · c2 білий пішак · d2 білий пішак · e2 білий кінь · h2 чорний ферзь · h1 чорний слон | f8 білий слон · h8 чорний король · b7 чорний пішак · b6 чорна тура · c6 білий кінь · d6 білий пішак · g6 білий пішак · h6 чорний пішак · b5 білий пішак · c5 чорний пішак · h5 білий король · c4 білий слон · d4 чорний пішак · e4 біла тура · f4 білий пішак · g4 білий пішак · h4 чорний слон · b3 білий пішак · d3 біла тура · e3 чорний пішак · g3 чорний пішак · h3 чорна тура · b2 білий ферзь · c2 білий пішак · d2 білий пішак · e2 білий кінь · h2 чорний ферзь · h1 чорний слон | f8 білий слон · h8 чорний король · b7 чорний пішак · b6 чорна тура · c6 білий кінь · d6 білий пішак · g6 білий пішак · h6 чорний пішак · b5 білий пішак · c5 чорний пішак · h5 білий король · c4 білий слон · d4 чорний пішак · e4 біла тура · f4 білий пішак · g4 білий пішак · h4 чорний слон · b3 білий пішак · d3 біла тура · e3 чорний пішак · g3 чорний пішак · h3 чорна тура · b2 білий ферзь · c2 білий пішак · d2 білий пішак · e2 білий кінь · h2 чорний ферзь · h1 чорний слон | f8 білий слон · h8 чорний король · b7 чорний пішак · b6 чорна тура · c6 білий кінь · d6 білий пішак · g6 білий пішак · h6 чорний пішак · b5 білий пішак · c5 чорний пішак · h5 білий король · c4 білий слон · d4 чорний пішак · e4 біла тура · f4 білий пішак · g4 білий пішак · h4 чорний слон · b3 білий пішак · d3 біла тура · e3 чорний пішак · g3 чорний пішак · h3 чорна тура · b2 білий ферзь · c2 білий пішак · d2 білий пішак · e2 білий кінь · h2 чорний ферзь · h1 чорний слон | 7 |
| 6 | f8 білий слон · h8 чорний король · b7 чорний пішак · b6 чорна тура · c6 білий кінь · d6 білий пішак · g6 білий пішак · h6 чорний пішак · b5 білий пішак · c5 чорний пішак · h5 білий король · c4 білий слон · d4 чорний пішак · e4 біла тура · f4 білий пішак · g4 білий пішак · h4 чорний слон · b3 білий пішак · d3 біла тура · e3 чорний пішак · g3 чорний пішак · h3 чорна тура · b2 білий ферзь · c2 білий пішак · d2 білий пішак · e2 білий кінь · h2 чорний ферзь · h1 чорний слон | f8 білий слон · h8 чорний король · b7 чорний пішак · b6 чорна тура · c6 білий кінь · d6 білий пішак · g6 білий пішак · h6 чорний пішак · b5 білий пішак · c5 чорний пішак · h5 білий король · c4 білий слон · d4 чорний пішак · e4 біла тура · f4 білий пішак · g4 білий пішак · h4 чорний слон · b3 білий пішак · d3 біла тура · e3 чорний пішак · g3 чорний пішак · h3 чорна тура · b2 білий ферзь · c2 білий пішак · d2 білий пішак · e2 білий кінь · h2 чорний ферзь · h1 чорний слон | f8 білий слон · h8 чорний король · b7 чорний пішак · b6 чорна тура · c6 білий кінь · d6 білий пішак · g6 білий пішак · h6 чорний пішак · b5 білий пішак · c5 чорний пішак · h5 білий король · c4 білий слон · d4 чорний пішак · e4 біла тура · f4 білий пішак · g4 білий пішак · h4 чорний слон · b3 білий пішак · d3 біла тура · e3 чорний пішак · g3 чорний пішак · h3 чорна тура · b2 білий ферзь · c2 білий пішак · d2 білий пішак · e2 білий кінь · h2 чорний ферзь · h1 чорний слон | f8 білий слон · h8 чорний король · b7 чорний пішак · b6 чорна тура · c6 білий кінь · d6 білий пішак · g6 білий пішак · h6 чорний пішак · b5 білий пішак · c5 чорний пішак · h5 білий король · c4 білий слон · d4 чорний пішак · e4 біла тура · f4 білий пішак · g4 білий пішак · h4 чорний слон · b3 білий пішак · d3 біла тура · e3 чорний пішак · g3 чорний пішак · h3 чорна тура · b2 білий ферзь · c2 білий пішак · d2 білий пішак · e2 білий кінь · h2 чорний ферзь · h1 чорний слон | f8 білий слон · h8 чорний король · b7 чорний пішак · b6 чорна тура · c6 білий кінь · d6 білий пішак · g6 білий пішак · h6 чорний пішак · b5 білий пішак · c5 чорний пішак · h5 білий король · c4 білий слон · d4 чорний пішак · e4 біла тура · f4 білий пішак · g4 білий пішак · h4 чорний слон · b3 білий пішак · d3 біла тура · e3 чорний пішак · g3 чорний пішак · h3 чорна тура · b2 білий ферзь · c2 білий пішак · d2 білий пішак · e2 білий кінь · h2 чорний ферзь · h1 чорний слон | f8 білий слон · h8 чорний король · b7 чорний пішак · b6 чорна тура · c6 білий кінь · d6 білий пішак · g6 білий пішак · h6 чорний пішак · b5 білий пішак · c5 чорний пішак · h5 білий король · c4 білий слон · d4 чорний пішак · e4 біла тура · f4 білий пішак · g4 білий пішак · h4 чорний слон · b3 білий пішак · d3 біла тура · e3 чорний пішак · g3 чорний пішак · h3 чорна тура · b2 білий ферзь · c2 білий пішак · d2 білий пішак · e2 білий кінь · h2 чорний ферзь · h1 чорний слон | f8 білий слон · h8 чорний король · b7 чорний пішак · b6 чорна тура · c6 білий кінь · d6 білий пішак · g6 білий пішак · h6 чорний пішак · b5 білий пішак · c5 чорний пішак · h5 білий король · c4 білий слон · d4 чорний пішак · e4 біла тура · f4 білий пішак · g4 білий пішак · h4 чорний слон · b3 білий пішак · d3 біла тура · e3 чорний пішак · g3 чорний пішак · h3 чорна тура · b2 білий ферзь · c2 білий пішак · d2 білий пішак · e2 білий кінь · h2 чорний ферзь · h1 чорний слон | f8 білий слон · h8 чорний король · b7 чорний пішак · b6 чорна тура · c6 білий кінь · d6 білий пішак · g6 білий пішак · h6 чорний пішак · b5 білий пішак · c5 чорний пішак · h5 білий король · c4 білий слон · d4 чорний пішак · e4 біла тура · f4 білий пішак · g4 білий пішак · h4 чорний слон · b3 білий пішак · d3 біла тура · e3 чорний пішак · g3 чорний пішак · h3 чорна тура · b2 білий ферзь · c2 білий пішак · d2 білий пішак · e2 білий кінь · h2 чорний ферзь · h1 чорний слон | 6 |
| 5 | f8 білий слон · h8 чорний король · b7 чорний пішак · b6 чорна тура · c6 білий кінь · d6 білий пішак · g6 білий пішак · h6 чорний пішак · b5 білий пішак · c5 чорний пішак · h5 білий король · c4 білий слон · d4 чорний пішак · e4 біла тура · f4 білий пішак · g4 білий пішак · h4 чорний слон · b3 білий пішак · d3 біла тура · e3 чорний пішак · g3 чорний пішак · h3 чорна тура · b2 білий ферзь · c2 білий пішак · d2 білий пішак · e2 білий кінь · h2 чорний ферзь · h1 чорний слон | f8 білий слон · h8 чорний король · b7 чорний пішак · b6 чорна тура · c6 білий кінь · d6 білий пішак · g6 білий пішак · h6 чорний пішак · b5 білий пішак · c5 чорний пішак · h5 білий король · c4 білий слон · d4 чорний пішак · e4 біла тура · f4 білий пішак · g4 білий пішак · h4 чорний слон · b3 білий пішак · d3 біла тура · e3 чорний пішак · g3 чорний пішак · h3 чорна тура · b2 білий ферзь · c2 білий пішак · d2 білий пішак · e2 білий кінь · h2 чорний ферзь · h1 чорний слон | f8 білий слон · h8 чорний король · b7 чорний пішак · b6 чорна тура · c6 білий кінь · d6 білий пішак · g6 білий пішак · h6 чорний пішак · b5 білий пішак · c5 чорний пішак · h5 білий король · c4 білий слон · d4 чорний пішак · e4 біла тура · f4 білий пішак · g4 білий пішак · h4 чорний слон · b3 білий пішак · d3 біла тура · e3 чорний пішак · g3 чорний пішак · h3 чорна тура · b2 білий ферзь · c2 білий пішак · d2 білий пішак · e2 білий кінь · h2 чорний ферзь · h1 чорний слон | f8 білий слон · h8 чорний король · b7 чорний пішак · b6 чорна тура · c6 білий кінь · d6 білий пішак · g6 білий пішак · h6 чорний пішак · b5 білий пішак · c5 чорний пішак · h5 білий король · c4 білий слон · d4 чорний пішак · e4 біла тура · f4 білий пішак · g4 білий пішак · h4 чорний слон · b3 білий пішак · d3 біла тура · e3 чорний пішак · g3 чорний пішак · h3 чорна тура · b2 білий ферзь · c2 білий пішак · d2 білий пішак · e2 білий кінь · h2 чорний ферзь · h1 чорний слон | f8 білий слон · h8 чорний король · b7 чорний пішак · b6 чорна тура · c6 білий кінь · d6 білий пішак · g6 білий пішак · h6 чорний пішак · b5 білий пішак · c5 чорний пішак · h5 білий король · c4 білий слон · d4 чорний пішак · e4 біла тура · f4 білий пішак · g4 білий пішак · h4 чорний слон · b3 білий пішак · d3 біла тура · e3 чорний пішак · g3 чорний пішак · h3 чорна тура · b2 білий ферзь · c2 білий пішак · d2 білий пішак · e2 білий кінь · h2 чорний ферзь · h1 чорний слон | f8 білий слон · h8 чорний король · b7 чорний пішак · b6 чорна тура · c6 білий кінь · d6 білий пішак · g6 білий пішак · h6 чорний пішак · b5 білий пішак · c5 чорний пішак · h5 білий король · c4 білий слон · d4 чорний пішак · e4 біла тура · f4 білий пішак · g4 білий пішак · h4 чорний слон · b3 білий пішак · d3 біла тура · e3 чорний пішак · g3 чорний пішак · h3 чорна тура · b2 білий ферзь · c2 білий пішак · d2 білий пішак · e2 білий кінь · h2 чорний ферзь · h1 чорний слон | f8 білий слон · h8 чорний король · b7 чорний пішак · b6 чорна тура · c6 білий кінь · d6 білий пішак · g6 білий пішак · h6 чорний пішак · b5 білий пішак · c5 чорний пішак · h5 білий король · c4 білий слон · d4 чорний пішак · e4 біла тура · f4 білий пішак · g4 білий пішак · h4 чорний слон · b3 білий пішак · d3 біла тура · e3 чорний пішак · g3 чорний пішак · h3 чорна тура · b2 білий ферзь · c2 білий пішак · d2 білий пішак · e2 білий кінь · h2 чорний ферзь · h1 чорний слон | f8 білий слон · h8 чорний король · b7 чорний пішак · b6 чорна тура · c6 білий кінь · d6 білий пішак · g6 білий пішак · h6 чорний пішак · b5 білий пішак · c5 чорний пішак · h5 білий король · c4 білий слон · d4 чорний пішак · e4 біла тура · f4 білий пішак · g4 білий пішак · h4 чорний слон · b3 білий пішак · d3 біла тура · e3 чорний пішак · g3 чорний пішак · h3 чорна тура · b2 білий ферзь · c2 білий пішак · d2 білий пішак · e2 білий кінь · h2 чорний ферзь · h1 чорний слон | 5 |
| 4 | f8 білий слон · h8 чорний король · b7 чорний пішак · b6 чорна тура · c6 білий кінь · d6 білий пішак · g6 білий пішак · h6 чорний пішак · b5 білий пішак · c5 чорний пішак · h5 білий король · c4 білий слон · d4 чорний пішак · e4 біла тура · f4 білий пішак · g4 білий пішак · h4 чорний слон · b3 білий пішак · d3 біла тура · e3 чорний пішак · g3 чорний пішак · h3 чорна тура · b2 білий ферзь · c2 білий пішак · d2 білий пішак · e2 білий кінь · h2 чорний ферзь · h1 чорний слон | f8 білий слон · h8 чорний король · b7 чорний пішак · b6 чорна тура · c6 білий кінь · d6 білий пішак · g6 білий пішак · h6 чорний пішак · b5 білий пішак · c5 чорний пішак · h5 білий король · c4 білий слон · d4 чорний пішак · e4 біла тура · f4 білий пішак · g4 білий пішак · h4 чорний слон · b3 білий пішак · d3 біла тура · e3 чорний пішак · g3 чорний пішак · h3 чорна тура · b2 білий ферзь · c2 білий пішак · d2 білий пішак · e2 білий кінь · h2 чорний ферзь · h1 чорний слон | f8 білий слон · h8 чорний король · b7 чорний пішак · b6 чорна тура · c6 білий кінь · d6 білий пішак · g6 білий пішак · h6 чорний пішак · b5 білий пішак · c5 чорний пішак · h5 білий король · c4 білий слон · d4 чорний пішак · e4 біла тура · f4 білий пішак · g4 білий пішак · h4 чорний слон · b3 білий пішак · d3 біла тура · e3 чорний пішак · g3 чорний пішак · h3 чорна тура · b2 білий ферзь · c2 білий пішак · d2 білий пішак · e2 білий кінь · h2 чорний ферзь · h1 чорний слон | f8 білий слон · h8 чорний король · b7 чорний пішак · b6 чорна тура · c6 білий кінь · d6 білий пішак · g6 білий пішак · h6 чорний пішак · b5 білий пішак · c5 чорний пішак · h5 білий король · c4 білий слон · d4 чорний пішак · e4 біла тура · f4 білий пішак · g4 білий пішак · h4 чорний слон · b3 білий пішак · d3 біла тура · e3 чорний пішак · g3 чорний пішак · h3 чорна тура · b2 білий ферзь · c2 білий пішак · d2 білий пішак · e2 білий кінь · h2 чорний ферзь · h1 чорний слон | f8 білий слон · h8 чорний король · b7 чорний пішак · b6 чорна тура · c6 білий кінь · d6 білий пішак · g6 білий пішак · h6 чорний пішак · b5 білий пішак · c5 чорний пішак · h5 білий король · c4 білий слон · d4 чорний пішак · e4 біла тура · f4 білий пішак · g4 білий пішак · h4 чорний слон · b3 білий пішак · d3 біла тура · e3 чорний пішак · g3 чорний пішак · h3 чорна тура · b2 білий ферзь · c2 білий пішак · d2 білий пішак · e2 білий кінь · h2 чорний ферзь · h1 чорний слон | f8 білий слон · h8 чорний король · b7 чорний пішак · b6 чорна тура · c6 білий кінь · d6 білий пішак · g6 білий пішак · h6 чорний пішак · b5 білий пішак · c5 чорний пішак · h5 білий король · c4 білий слон · d4 чорний пішак · e4 біла тура · f4 білий пішак · g4 білий пішак · h4 чорний слон · b3 білий пішак · d3 біла тура · e3 чорний пішак · g3 чорний пішак · h3 чорна тура · b2 білий ферзь · c2 білий пішак · d2 білий пішак · e2 білий кінь · h2 чорний ферзь · h1 чорний слон | f8 білий слон · h8 чорний король · b7 чорний пішак · b6 чорна тура · c6 білий кінь · d6 білий пішак · g6 білий пішак · h6 чорний пішак · b5 білий пішак · c5 чорний пішак · h5 білий король · c4 білий слон · d4 чорний пішак · e4 біла тура · f4 білий пішак · g4 білий пішак · h4 чорний слон · b3 білий пішак · d3 біла тура · e3 чорний пішак · g3 чорний пішак · h3 чорна тура · b2 білий ферзь · c2 білий пішак · d2 білий пішак · e2 білий кінь · h2 чорний ферзь · h1 чорний слон | f8 білий слон · h8 чорний король · b7 чорний пішак · b6 чорна тура · c6 білий кінь · d6 білий пішак · g6 білий пішак · h6 чорний пішак · b5 білий пішак · c5 чорний пішак · h5 білий король · c4 білий слон · d4 чорний пішак · e4 біла тура · f4 білий пішак · g4 білий пішак · h4 чорний слон · b3 білий пішак · d3 біла тура · e3 чорний пішак · g3 чорний пішак · h3 чорна тура · b2 білий ферзь · c2 білий пішак · d2 білий пішак · e2 білий кінь · h2 чорний ферзь · h1 чорний слон | 4 |
| 3 | f8 білий слон · h8 чорний король · b7 чорний пішак · b6 чорна тура · c6 білий кінь · d6 білий пішак · g6 білий пішак · h6 чорний пішак · b5 білий пішак · c5 чорний пішак · h5 білий король · c4 білий слон · d4 чорний пішак · e4 біла тура · f4 білий пішак · g4 білий пішак · h4 чорний слон · b3 білий пішак · d3 біла тура · e3 чорний пішак · g3 чорний пішак · h3 чорна тура · b2 білий ферзь · c2 білий пішак · d2 білий пішак · e2 білий кінь · h2 чорний ферзь · h1 чорний слон | f8 білий слон · h8 чорний король · b7 чорний пішак · b6 чорна тура · c6 білий кінь · d6 білий пішак · g6 білий пішак · h6 чорний пішак · b5 білий пішак · c5 чорний пішак · h5 білий король · c4 білий слон · d4 чорний пішак · e4 біла тура · f4 білий пішак · g4 білий пішак · h4 чорний слон · b3 білий пішак · d3 біла тура · e3 чорний пішак · g3 чорний пішак · h3 чорна тура · b2 білий ферзь · c2 білий пішак · d2 білий пішак · e2 білий кінь · h2 чорний ферзь · h1 чорний слон | f8 білий слон · h8 чорний король · b7 чорний пішак · b6 чорна тура · c6 білий кінь · d6 білий пішак · g6 білий пішак · h6 чорний пішак · b5 білий пішак · c5 чорний пішак · h5 білий король · c4 білий слон · d4 чорний пішак · e4 біла тура · f4 білий пішак · g4 білий пішак · h4 чорний слон · b3 білий пішак · d3 біла тура · e3 чорний пішак · g3 чорний пішак · h3 чорна тура · b2 білий ферзь · c2 білий пішак · d2 білий пішак · e2 білий кінь · h2 чорний ферзь · h1 чорний слон | f8 білий слон · h8 чорний король · b7 чорний пішак · b6 чорна тура · c6 білий кінь · d6 білий пішак · g6 білий пішак · h6 чорний пішак · b5 білий пішак · c5 чорний пішак · h5 білий король · c4 білий слон · d4 чорний пішак · e4 біла тура · f4 білий пішак · g4 білий пішак · h4 чорний слон · b3 білий пішак · d3 біла тура · e3 чорний пішак · g3 чорний пішак · h3 чорна тура · b2 білий ферзь · c2 білий пішак · d2 білий пішак · e2 білий кінь · h2 чорний ферзь · h1 чорний слон | f8 білий слон · h8 чорний король · b7 чорний пішак · b6 чорна тура · c6 білий кінь · d6 білий пішак · g6 білий пішак · h6 чорний пішак · b5 білий пішак · c5 чорний пішак · h5 білий король · c4 білий слон · d4 чорний пішак · e4 біла тура · f4 білий пішак · g4 білий пішак · h4 чорний слон · b3 білий пішак · d3 біла тура · e3 чорний пішак · g3 чорний пішак · h3 чорна тура · b2 білий ферзь · c2 білий пішак · d2 білий пішак · e2 білий кінь · h2 чорний ферзь · h1 чорний слон | f8 білий слон · h8 чорний король · b7 чорний пішак · b6 чорна тура · c6 білий кінь · d6 білий пішак · g6 білий пішак · h6 чорний пішак · b5 білий пішак · c5 чорний пішак · h5 білий король · c4 білий слон · d4 чорний пішак · e4 біла тура · f4 білий пішак · g4 білий пішак · h4 чорний слон · b3 білий пішак · d3 біла тура · e3 чорний пішак · g3 чорний пішак · h3 чорна тура · b2 білий ферзь · c2 білий пішак · d2 білий пішак · e2 білий кінь · h2 чорний ферзь · h1 чорний слон | f8 білий слон · h8 чорний король · b7 чорний пішак · b6 чорна тура · c6 білий кінь · d6 білий пішак · g6 білий пішак · h6 чорний пішак · b5 білий пішак · c5 чорний пішак · h5 білий король · c4 білий слон · d4 чорний пішак · e4 біла тура · f4 білий пішак · g4 білий пішак · h4 чорний слон · b3 білий пішак · d3 біла тура · e3 чорний пішак · g3 чорний пішак · h3 чорна тура · b2 білий ферзь · c2 білий пішак · d2 білий пішак · e2 білий кінь · h2 чорний ферзь · h1 чорний слон | f8 білий слон · h8 чорний король · b7 чорний пішак · b6 чорна тура · c6 білий кінь · d6 білий пішак · g6 білий пішак · h6 чорний пішак · b5 білий пішак · c5 чорний пішак · h5 білий король · c4 білий слон · d4 чорний пішак · e4 біла тура · f4 білий пішак · g4 білий пішак · h4 чорний слон · b3 білий пішак · d3 біла тура · e3 чорний пішак · g3 чорний пішак · h3 чорна тура · b2 білий ферзь · c2 білий пішак · d2 білий пішак · e2 білий кінь · h2 чорний ферзь · h1 чорний слон | 3 |
| 2 | f8 білий слон · h8 чорний король · b7 чорний пішак · b6 чорна тура · c6 білий кінь · d6 білий пішак · g6 білий пішак · h6 чорний пішак · b5 білий пішак · c5 чорний пішак · h5 білий король · c4 білий слон · d4 чорний пішак · e4 біла тура · f4 білий пішак · g4 білий пішак · h4 чорний слон · b3 білий пішак · d3 біла тура · e3 чорний пішак · g3 чорний пішак · h3 чорна тура · b2 білий ферзь · c2 білий пішак · d2 білий пішак · e2 білий кінь · h2 чорний ферзь · h1 чорний слон | f8 білий слон · h8 чорний король · b7 чорний пішак · b6 чорна тура · c6 білий кінь · d6 білий пішак · g6 білий пішак · h6 чорний пішак · b5 білий пішак · c5 чорний пішак · h5 білий король · c4 білий слон · d4 чорний пішак · e4 біла тура · f4 білий пішак · g4 білий пішак · h4 чорний слон · b3 білий пішак · d3 біла тура · e3 чорний пішак · g3 чорний пішак · h3 чорна тура · b2 білий ферзь · c2 білий пішак · d2 білий пішак · e2 білий кінь · h2 чорний ферзь · h1 чорний слон | f8 білий слон · h8 чорний король · b7 чорний пішак · b6 чорна тура · c6 білий кінь · d6 білий пішак · g6 білий пішак · h6 чорний пішак · b5 білий пішак · c5 чорний пішак · h5 білий король · c4 білий слон · d4 чорний пішак · e4 біла тура · f4 білий пішак · g4 білий пішак · h4 чорний слон · b3 білий пішак · d3 біла тура · e3 чорний пішак · g3 чорний пішак · h3 чорна тура · b2 білий ферзь · c2 білий пішак · d2 білий пішак · e2 білий кінь · h2 чорний ферзь · h1 чорний слон | f8 білий слон · h8 чорний король · b7 чорний пішак · b6 чорна тура · c6 білий кінь · d6 білий пішак · g6 білий пішак · h6 чорний пішак · b5 білий пішак · c5 чорний пішак · h5 білий король · c4 білий слон · d4 чорний пішак · e4 біла тура · f4 білий пішак · g4 білий пішак · h4 чорний слон · b3 білий пішак · d3 біла тура · e3 чорний пішак · g3 чорний пішак · h3 чорна тура · b2 білий ферзь · c2 білий пішак · d2 білий пішак · e2 білий кінь · h2 чорний ферзь · h1 чорний слон | f8 білий слон · h8 чорний король · b7 чорний пішак · b6 чорна тура · c6 білий кінь · d6 білий пішак · g6 білий пішак · h6 чорний пішак · b5 білий пішак · c5 чорний пішак · h5 білий король · c4 білий слон · d4 чорний пішак · e4 біла тура · f4 білий пішак · g4 білий пішак · h4 чорний слон · b3 білий пішак · d3 біла тура · e3 чорний пішак · g3 чорний пішак · h3 чорна тура · b2 білий ферзь · c2 білий пішак · d2 білий пішак · e2 білий кінь · h2 чорний ферзь · h1 чорний слон | f8 білий слон · h8 чорний король · b7 чорний пішак · b6 чорна тура · c6 білий кінь · d6 білий пішак · g6 білий пішак · h6 чорний пішак · b5 білий пішак · c5 чорний пішак · h5 білий король · c4 білий слон · d4 чорний пішак · e4 біла тура · f4 білий пішак · g4 білий пішак · h4 чорний слон · b3 білий пішак · d3 біла тура · e3 чорний пішак · g3 чорний пішак · h3 чорна тура · b2 білий ферзь · c2 білий пішак · d2 білий пішак · e2 білий кінь · h2 чорний ферзь · h1 чорний слон | f8 білий слон · h8 чорний король · b7 чорний пішак · b6 чорна тура · c6 білий кінь · d6 білий пішак · g6 білий пішак · h6 чорний пішак · b5 білий пішак · c5 чорний пішак · h5 білий король · c4 білий слон · d4 чорний пішак · e4 біла тура · f4 білий пішак · g4 білий пішак · h4 чорний слон · b3 білий пішак · d3 біла тура · e3 чорний пішак · g3 чорний пішак · h3 чорна тура · b2 білий ферзь · c2 білий пішак · d2 білий пішак · e2 білий кінь · h2 чорний ферзь · h1 чорний слон | f8 білий слон · h8 чорний король · b7 чорний пішак · b6 чорна тура · c6 білий кінь · d6 білий пішак · g6 білий пішак · h6 чорний пішак · b5 білий пішак · c5 чорний пішак · h5 білий король · c4 білий слон · d4 чорний пішак · e4 біла тура · f4 білий пішак · g4 білий пішак · h4 чорний слон · b3 білий пішак · d3 біла тура · e3 чорний пішак · g3 чорний пішак · h3 чорна тура · b2 білий ферзь · c2 білий пішак · d2 білий пішак · e2 білий кінь · h2 чорний ферзь · h1 чорний слон | 2 |
| 1 | f8 білий слон · h8 чорний король · b7 чорний пішак · b6 чорна тура · c6 білий кінь · d6 білий пішак · g6 білий пішак · h6 чорний пішак · b5 білий пішак · c5 чорний пішак · h5 білий король · c4 білий слон · d4 чорний пішак · e4 біла тура · f4 білий пішак · g4 білий пішак · h4 чорний слон · b3 білий пішак · d3 біла тура · e3 чорний пішак · g3 чорний пішак · h3 чорна тура · b2 білий ферзь · c2 білий пішак · d2 білий пішак · e2 білий кінь · h2 чорний ферзь · h1 чорний слон | f8 білий слон · h8 чорний король · b7 чорний пішак · b6 чорна тура · c6 білий кінь · d6 білий пішак · g6 білий пішак · h6 чорний пішак · b5 білий пішак · c5 чорний пішак · h5 білий король · c4 білий слон · d4 чорний пішак · e4 біла тура · f4 білий пішак · g4 білий пішак · h4 чорний слон · b3 білий пішак · d3 біла тура · e3 чорний пішак · g3 чорний пішак · h3 чорна тура · b2 білий ферзь · c2 білий пішак · d2 білий пішак · e2 білий кінь · h2 чорний ферзь · h1 чорний слон | f8 білий слон · h8 чорний король · b7 чорний пішак · b6 чорна тура · c6 білий кінь · d6 білий пішак · g6 білий пішак · h6 чорний пішак · b5 білий пішак · c5 чорний пішак · h5 білий король · c4 білий слон · d4 чорний пішак · e4 біла тура · f4 білий пішак · g4 білий пішак · h4 чорний слон · b3 білий пішак · d3 біла тура · e3 чорний пішак · g3 чорний пішак · h3 чорна тура · b2 білий ферзь · c2 білий пішак · d2 білий пішак · e2 білий кінь · h2 чорний ферзь · h1 чорний слон | f8 білий слон · h8 чорний король · b7 чорний пішак · b6 чорна тура · c6 білий кінь · d6 білий пішак · g6 білий пішак · h6 чорний пішак · b5 білий пішак · c5 чорний пішак · h5 білий король · c4 білий слон · d4 чорний пішак · e4 біла тура · f4 білий пішак · g4 білий пішак · h4 чорний слон · b3 білий пішак · d3 біла тура · e3 чорний пішак · g3 чорний пішак · h3 чорна тура · b2 білий ферзь · c2 білий пішак · d2 білий пішак · e2 білий кінь · h2 чорний ферзь · h1 чорний слон | f8 білий слон · h8 чорний король · b7 чорний пішак · b6 чорна тура · c6 білий кінь · d6 білий пішак · g6 білий пішак · h6 чорний пішак · b5 білий пішак · c5 чорний пішак · h5 білий король · c4 білий слон · d4 чорний пішак · e4 біла тура · f4 білий пішак · g4 білий пішак · h4 чорний слон · b3 білий пішак · d3 біла тура · e3 чорний пішак · g3 чорний пішак · h3 чорна тура · b2 білий ферзь · c2 білий пішак · d2 білий пішак · e2 білий кінь · h2 чорний ферзь · h1 чорний слон | f8 білий слон · h8 чорний король · b7 чорний пішак · b6 чорна тура · c6 білий кінь · d6 білий пішак · g6 білий пішак · h6 чорний пішак · b5 білий пішак · c5 чорний пішак · h5 білий король · c4 білий слон · d4 чорний пішак · e4 біла тура · f4 білий пішак · g4 білий пішак · h4 чорний слон · b3 білий пішак · d3 біла тура · e3 чорний пішак · g3 чорний пішак · h3 чорна тура · b2 білий ферзь · c2 білий пішак · d2 білий пішак · e2 білий кінь · h2 чорний ферзь · h1 чорний слон | f8 білий слон · h8 чорний король · b7 чорний пішак · b6 чорна тура · c6 білий кінь · d6 білий пішак · g6 білий пішак · h6 чорний пішак · b5 білий пішак · c5 чорний пішак · h5 білий король · c4 білий слон · d4 чорний пішак · e4 біла тура · f4 білий пішак · g4 білий пішак · h4 чорний слон · b3 білий пішак · d3 біла тура · e3 чорний пішак · g3 чорний пішак · h3 чорна тура · b2 білий ферзь · c2 білий пішак · d2 білий пішак · e2 білий кінь · h2 чорний ферзь · h1 чорний слон | f8 білий слон · h8 чорний король · b7 чорний пішак · b6 чорна тура · c6 білий кінь · d6 білий пішак · g6 білий пішак · h6 чорний пішак · b5 білий пішак · c5 чорний пішак · h5 білий король · c4 білий слон · d4 чорний пішак · e4 біла тура · f4 білий пішак · g4 білий пішак · h4 чорний слон · b3 білий пішак · d3 біла тура · e3 чорний пішак · g3 чорний пішак · h3 чорна тура · b2 білий ферзь · c2 білий пішак · d2 білий пішак · e2 білий кінь · h2 чорний ферзь · h1 чорний слон | 1 |
|   | a | b | c | d | e | f | g | h |   |

FEN: 5B1k/1p6/1rNP2Pp/1Pp4K/2BpRPPb/1P1Rp1pr/1QPPN2q/7b
1. Sc6xd4? ~ 2. Sd4—c6+ Bh6#, 1. … Rxd6!
1. Se2xd4? ~ 2. Sd4—e2+ Bh6#, 1. … Qd2!
1. Re4xd4? ~ 2. Rd4—e4+ Bh6#, 1. … Bd5!
1. Rd3xd4!  ~ 2. Rd4—d3+ Bh6#
1. … cd4+ 2. Qxd4+ Bf6#
|   | a | b | c | d | e | f | g | h |   |
| 8 | b8 чорний кінь · b7 чорний слон · f7 білий кінь · h6 білий ферзь · d5 чорний король · g5 білий кінь · a4 білий пішак · a3 білий пішак · c3 біла тура · e3 білий слон · g3 чорний пішак · c2 чорний пішак · d2 білий пішак · g2 білий пішак · c1 чорна тура · d1 чорний кінь · g1 білий король | b8 чорний кінь · b7 чорний слон · f7 білий кінь · h6 білий ферзь · d5 чорний король · g5 білий кінь · a4 білий пішак · a3 білий пішак · c3 біла тура · e3 білий слон · g3 чорний пішак · c2 чорний пішак · d2 білий пішак · g2 білий пішак · c1 чорна тура · d1 чорний кінь · g1 білий король | b8 чорний кінь · b7 чорний слон · f7 білий кінь · h6 білий ферзь · d5 чорний король · g5 білий кінь · a4 білий пішак · a3 білий пішак · c3 біла тура · e3 білий слон · g3 чорний пішак · c2 чорний пішак · d2 білий пішак · g2 білий пішак · c1 чорна тура · d1 чорний кінь · g1 білий король | b8 чорний кінь · b7 чорний слон · f7 білий кінь · h6 білий ферзь · d5 чорний король · g5 білий кінь · a4 білий пішак · a3 білий пішак · c3 біла тура · e3 білий слон · g3 чорний пішак · c2 чорний пішак · d2 білий пішак · g2 білий пішак · c1 чорна тура · d1 чорний кінь · g1 білий король | b8 чорний кінь · b7 чорний слон · f7 білий кінь · h6 білий ферзь · d5 чорний король · g5 білий кінь · a4 білий пішак · a3 білий пішак · c3 біла тура · e3 білий слон · g3 чорний пішак · c2 чорний пішак · d2 білий пішак · g2 білий пішак · c1 чорна тура · d1 чорний кінь · g1 білий король | b8 чорний кінь · b7 чорний слон · f7 білий кінь · h6 білий ферзь · d5 чорний король · g5 білий кінь · a4 білий пішак · a3 білий пішак · c3 біла тура · e3 білий слон · g3 чорний пішак · c2 чорний пішак · d2 білий пішак · g2 білий пішак · c1 чорна тура · d1 чорний кінь · g1 білий король | b8 чорний кінь · b7 чорний слон · f7 білий кінь · h6 білий ферзь · d5 чорний король · g5 білий кінь · a4 білий пішак · a3 білий пішак · c3 біла тура · e3 білий слон · g3 чорний пішак · c2 чорний пішак · d2 білий пішак · g2 білий пішак · c1 чорна тура · d1 чорний кінь · g1 білий король | b8 чорний кінь · b7 чорний слон · f7 білий кінь · h6 білий ферзь · d5 чорний король · g5 білий кінь · a4 білий пішак · a3 білий пішак · c3 біла тура · e3 білий слон · g3 чорний пішак · c2 чорний пішак · d2 білий пішак · g2 білий пішак · c1 чорна тура · d1 чорний кінь · g1 білий король | 8 |
| 7 | b8 чорний кінь · b7 чорний слон · f7 білий кінь · h6 білий ферзь · d5 чорний король · g5 білий кінь · a4 білий пішак · a3 білий пішак · c3 біла тура · e3 білий слон · g3 чорний пішак · c2 чорний пішак · d2 білий пішак · g2 білий пішак · c1 чорна тура · d1 чорний кінь · g1 білий король | b8 чорний кінь · b7 чорний слон · f7 білий кінь · h6 білий ферзь · d5 чорний король · g5 білий кінь · a4 білий пішак · a3 білий пішак · c3 біла тура · e3 білий слон · g3 чорний пішак · c2 чорний пішак · d2 білий пішак · g2 білий пішак · c1 чорна тура · d1 чорний кінь · g1 білий король | b8 чорний кінь · b7 чорний слон · f7 білий кінь · h6 білий ферзь · d5 чорний король · g5 білий кінь · a4 білий пішак · a3 білий пішак · c3 біла тура · e3 білий слон · g3 чорний пішак · c2 чорний пішак · d2 білий пішак · g2 білий пішак · c1 чорна тура · d1 чорний кінь · g1 білий король | b8 чорний кінь · b7 чорний слон · f7 білий кінь · h6 білий ферзь · d5 чорний король · g5 білий кінь · a4 білий пішак · a3 білий пішак · c3 біла тура · e3 білий слон · g3 чорний пішак · c2 чорний пішак · d2 білий пішак · g2 білий пішак · c1 чорна тура · d1 чорний кінь · g1 білий король | b8 чорний кінь · b7 чорний слон · f7 білий кінь · h6 білий ферзь · d5 чорний король · g5 білий кінь · a4 білий пішак · a3 білий пішак · c3 біла тура · e3 білий слон · g3 чорний пішак · c2 чорний пішак · d2 білий пішак · g2 білий пішак · c1 чорна тура · d1 чорний кінь · g1 білий король | b8 чорний кінь · b7 чорний слон · f7 білий кінь · h6 білий ферзь · d5 чорний король · g5 білий кінь · a4 білий пішак · a3 білий пішак · c3 біла тура · e3 білий слон · g3 чорний пішак · c2 чорний пішак · d2 білий пішак · g2 білий пішак · c1 чорна тура · d1 чорний кінь · g1 білий король | b8 чорний кінь · b7 чорний слон · f7 білий кінь · h6 білий ферзь · d5 чорний король · g5 білий кінь · a4 білий пішак · a3 білий пішак · c3 біла тура · e3 білий слон · g3 чорний пішак · c2 чорний пішак · d2 білий пішак · g2 білий пішак · c1 чорна тура · d1 чорний кінь · g1 білий король | b8 чорний кінь · b7 чорний слон · f7 білий кінь · h6 білий ферзь · d5 чорний король · g5 білий кінь · a4 білий пішак · a3 білий пішак · c3 біла тура · e3 білий слон · g3 чорний пішак · c2 чорний пішак · d2 білий пішак · g2 білий пішак · c1 чорна тура · d1 чорний кінь · g1 білий король | 7 |
| 6 | b8 чорний кінь · b7 чорний слон · f7 білий кінь · h6 білий ферзь · d5 чорний король · g5 білий кінь · a4 білий пішак · a3 білий пішак · c3 біла тура · e3 білий слон · g3 чорний пішак · c2 чорний пішак · d2 білий пішак · g2 білий пішак · c1 чорна тура · d1 чорний кінь · g1 білий король | b8 чорний кінь · b7 чорний слон · f7 білий кінь · h6 білий ферзь · d5 чорний король · g5 білий кінь · a4 білий пішак · a3 білий пішак · c3 біла тура · e3 білий слон · g3 чорний пішак · c2 чорний пішак · d2 білий пішак · g2 білий пішак · c1 чорна тура · d1 чорний кінь · g1 білий король | b8 чорний кінь · b7 чорний слон · f7 білий кінь · h6 білий ферзь · d5 чорний король · g5 білий кінь · a4 білий пішак · a3 білий пішак · c3 біла тура · e3 білий слон · g3 чорний пішак · c2 чорний пішак · d2 білий пішак · g2 білий пішак · c1 чорна тура · d1 чорний кінь · g1 білий король | b8 чорний кінь · b7 чорний слон · f7 білий кінь · h6 білий ферзь · d5 чорний король · g5 білий кінь · a4 білий пішак · a3 білий пішак · c3 біла тура · e3 білий слон · g3 чорний пішак · c2 чорний пішак · d2 білий пішак · g2 білий пішак · c1 чорна тура · d1 чорний кінь · g1 білий король | b8 чорний кінь · b7 чорний слон · f7 білий кінь · h6 білий ферзь · d5 чорний король · g5 білий кінь · a4 білий пішак · a3 білий пішак · c3 біла тура · e3 білий слон · g3 чорний пішак · c2 чорний пішак · d2 білий пішак · g2 білий пішак · c1 чорна тура · d1 чорний кінь · g1 білий король | b8 чорний кінь · b7 чорний слон · f7 білий кінь · h6 білий ферзь · d5 чорний король · g5 білий кінь · a4 білий пішак · a3 білий пішак · c3 біла тура · e3 білий слон · g3 чорний пішак · c2 чорний пішак · d2 білий пішак · g2 білий пішак · c1 чорна тура · d1 чорний кінь · g1 білий король | b8 чорний кінь · b7 чорний слон · f7 білий кінь · h6 білий ферзь · d5 чорний король · g5 білий кінь · a4 білий пішак · a3 білий пішак · c3 біла тура · e3 білий слон · g3 чорний пішак · c2 чорний пішак · d2 білий пішак · g2 білий пішак · c1 чорна тура · d1 чорний кінь · g1 білий король | b8 чорний кінь · b7 чорний слон · f7 білий кінь · h6 білий ферзь · d5 чорний король · g5 білий кінь · a4 білий пішак · a3 білий пішак · c3 біла тура · e3 білий слон · g3 чорний пішак · c2 чорний пішак · d2 білий пішак · g2 білий пішак · c1 чорна тура · d1 чорний кінь · g1 білий король | 6 |
| 5 | b8 чорний кінь · b7 чорний слон · f7 білий кінь · h6 білий ферзь · d5 чорний король · g5 білий кінь · a4 білий пішак · a3 білий пішак · c3 біла тура · e3 білий слон · g3 чорний пішак · c2 чорний пішак · d2 білий пішак · g2 білий пішак · c1 чорна тура · d1 чорний кінь · g1 білий король | b8 чорний кінь · b7 чорний слон · f7 білий кінь · h6 білий ферзь · d5 чорний король · g5 білий кінь · a4 білий пішак · a3 білий пішак · c3 біла тура · e3 білий слон · g3 чорний пішак · c2 чорний пішак · d2 білий пішак · g2 білий пішак · c1 чорна тура · d1 чорний кінь · g1 білий король | b8 чорний кінь · b7 чорний слон · f7 білий кінь · h6 білий ферзь · d5 чорний король · g5 білий кінь · a4 білий пішак · a3 білий пішак · c3 біла тура · e3 білий слон · g3 чорний пішак · c2 чорний пішак · d2 білий пішак · g2 білий пішак · c1 чорна тура · d1 чорний кінь · g1 білий король | b8 чорний кінь · b7 чорний слон · f7 білий кінь · h6 білий ферзь · d5 чорний король · g5 білий кінь · a4 білий пішак · a3 білий пішак · c3 біла тура · e3 білий слон · g3 чорний пішак · c2 чорний пішак · d2 білий пішак · g2 білий пішак · c1 чорна тура · d1 чорний кінь · g1 білий король | b8 чорний кінь · b7 чорний слон · f7 білий кінь · h6 білий ферзь · d5 чорний король · g5 білий кінь · a4 білий пішак · a3 білий пішак · c3 біла тура · e3 білий слон · g3 чорний пішак · c2 чорний пішак · d2 білий пішак · g2 білий пішак · c1 чорна тура · d1 чорний кінь · g1 білий король | b8 чорний кінь · b7 чорний слон · f7 білий кінь · h6 білий ферзь · d5 чорний король · g5 білий кінь · a4 білий пішак · a3 білий пішак · c3 біла тура · e3 білий слон · g3 чорний пішак · c2 чорний пішак · d2 білий пішак · g2 білий пішак · c1 чорна тура · d1 чорний кінь · g1 білий король | b8 чорний кінь · b7 чорний слон · f7 білий кінь · h6 білий ферзь · d5 чорний король · g5 білий кінь · a4 білий пішак · a3 білий пішак · c3 біла тура · e3 білий слон · g3 чорний пішак · c2 чорний пішак · d2 білий пішак · g2 білий пішак · c1 чорна тура · d1 чорний кінь · g1 білий король | b8 чорний кінь · b7 чорний слон · f7 білий кінь · h6 білий ферзь · d5 чорний король · g5 білий кінь · a4 білий пішак · a3 білий пішак · c3 біла тура · e3 білий слон · g3 чорний пішак · c2 чорний пішак · d2 білий пішак · g2 білий пішак · c1 чорна тура · d1 чорний кінь · g1 білий король | 5 |
| 4 | b8 чорний кінь · b7 чорний слон · f7 білий кінь · h6 білий ферзь · d5 чорний король · g5 білий кінь · a4 білий пішак · a3 білий пішак · c3 біла тура · e3 білий слон · g3 чорний пішак · c2 чорний пішак · d2 білий пішак · g2 білий пішак · c1 чорна тура · d1 чорний кінь · g1 білий король | b8 чорний кінь · b7 чорний слон · f7 білий кінь · h6 білий ферзь · d5 чорний король · g5 білий кінь · a4 білий пішак · a3 білий пішак · c3 біла тура · e3 білий слон · g3 чорний пішак · c2 чорний пішак · d2 білий пішак · g2 білий пішак · c1 чорна тура · d1 чорний кінь · g1 білий король | b8 чорний кінь · b7 чорний слон · f7 білий кінь · h6 білий ферзь · d5 чорний король · g5 білий кінь · a4 білий пішак · a3 білий пішак · c3 біла тура · e3 білий слон · g3 чорний пішак · c2 чорний пішак · d2 білий пішак · g2 білий пішак · c1 чорна тура · d1 чорний кінь · g1 білий король | b8 чорний кінь · b7 чорний слон · f7 білий кінь · h6 білий ферзь · d5 чорний король · g5 білий кінь · a4 білий пішак · a3 білий пішак · c3 біла тура · e3 білий слон · g3 чорний пішак · c2 чорний пішак · d2 білий пішак · g2 білий пішак · c1 чорна тура · d1 чорний кінь · g1 білий король | b8 чорний кінь · b7 чорний слон · f7 білий кінь · h6 білий ферзь · d5 чорний король · g5 білий кінь · a4 білий пішак · a3 білий пішак · c3 біла тура · e3 білий слон · g3 чорний пішак · c2 чорний пішак · d2 білий пішак · g2 білий пішак · c1 чорна тура · d1 чорний кінь · g1 білий король | b8 чорний кінь · b7 чорний слон · f7 білий кінь · h6 білий ферзь · d5 чорний король · g5 білий кінь · a4 білий пішак · a3 білий пішак · c3 біла тура · e3 білий слон · g3 чорний пішак · c2 чорний пішак · d2 білий пішак · g2 білий пішак · c1 чорна тура · d1 чорний кінь · g1 білий король | b8 чорний кінь · b7 чорний слон · f7 білий кінь · h6 білий ферзь · d5 чорний король · g5 білий кінь · a4 білий пішак · a3 білий пішак · c3 біла тура · e3 білий слон · g3 чорний пішак · c2 чорний пішак · d2 білий пішак · g2 білий пішак · c1 чорна тура · d1 чорний кінь · g1 білий король | b8 чорний кінь · b7 чорний слон · f7 білий кінь · h6 білий ферзь · d5 чорний король · g5 білий кінь · a4 білий пішак · a3 білий пішак · c3 біла тура · e3 білий слон · g3 чорний пішак · c2 чорний пішак · d2 білий пішак · g2 білий пішак · c1 чорна тура · d1 чорний кінь · g1 білий король | 4 |
| 3 | b8 чорний кінь · b7 чорний слон · f7 білий кінь · h6 білий ферзь · d5 чорний король · g5 білий кінь · a4 білий пішак · a3 білий пішак · c3 біла тура · e3 білий слон · g3 чорний пішак · c2 чорний пішак · d2 білий пішак · g2 білий пішак · c1 чорна тура · d1 чорний кінь · g1 білий король | b8 чорний кінь · b7 чорний слон · f7 білий кінь · h6 білий ферзь · d5 чорний король · g5 білий кінь · a4 білий пішак · a3 білий пішак · c3 біла тура · e3 білий слон · g3 чорний пішак · c2 чорний пішак · d2 білий пішак · g2 білий пішак · c1 чорна тура · d1 чорний кінь · g1 білий король | b8 чорний кінь · b7 чорний слон · f7 білий кінь · h6 білий ферзь · d5 чорний король · g5 білий кінь · a4 білий пішак · a3 білий пішак · c3 біла тура · e3 білий слон · g3 чорний пішак · c2 чорний пішак · d2 білий пішак · g2 білий пішак · c1 чорна тура · d1 чорний кінь · g1 білий король | b8 чорний кінь · b7 чорний слон · f7 білий кінь · h6 білий ферзь · d5 чорний король · g5 білий кінь · a4 білий пішак · a3 білий пішак · c3 біла тура · e3 білий слон · g3 чорний пішак · c2 чорний пішак · d2 білий пішак · g2 білий пішак · c1 чорна тура · d1 чорний кінь · g1 білий король | b8 чорний кінь · b7 чорний слон · f7 білий кінь · h6 білий ферзь · d5 чорний король · g5 білий кінь · a4 білий пішак · a3 білий пішак · c3 біла тура · e3 білий слон · g3 чорний пішак · c2 чорний пішак · d2 білий пішак · g2 білий пішак · c1 чорна тура · d1 чорний кінь · g1 білий король | b8 чорний кінь · b7 чорний слон · f7 білий кінь · h6 білий ферзь · d5 чорний король · g5 білий кінь · a4 білий пішак · a3 білий пішак · c3 біла тура · e3 білий слон · g3 чорний пішак · c2 чорний пішак · d2 білий пішак · g2 білий пішак · c1 чорна тура · d1 чорний кінь · g1 білий король | b8 чорний кінь · b7 чорний слон · f7 білий кінь · h6 білий ферзь · d5 чорний король · g5 білий кінь · a4 білий пішак · a3 білий пішак · c3 біла тура · e3 білий слон · g3 чорний пішак · c2 чорний пішак · d2 білий пішак · g2 білий пішак · c1 чорна тура · d1 чорний кінь · g1 білий король | b8 чорний кінь · b7 чорний слон · f7 білий кінь · h6 білий ферзь · d5 чорний король · g5 білий кінь · a4 білий пішак · a3 білий пішак · c3 біла тура · e3 білий слон · g3 чорний пішак · c2 чорний пішак · d2 білий пішак · g2 білий пішак · c1 чорна тура · d1 чорний кінь · g1 білий король | 3 |
| 2 | b8 чорний кінь · b7 чорний слон · f7 білий кінь · h6 білий ферзь · d5 чорний король · g5 білий кінь · a4 білий пішак · a3 білий пішак · c3 біла тура · e3 білий слон · g3 чорний пішак · c2 чорний пішак · d2 білий пішак · g2 білий пішак · c1 чорна тура · d1 чорний кінь · g1 білий король | b8 чорний кінь · b7 чорний слон · f7 білий кінь · h6 білий ферзь · d5 чорний король · g5 білий кінь · a4 білий пішак · a3 білий пішак · c3 біла тура · e3 білий слон · g3 чорний пішак · c2 чорний пішак · d2 білий пішак · g2 білий пішак · c1 чорна тура · d1 чорний кінь · g1 білий король | b8 чорний кінь · b7 чорний слон · f7 білий кінь · h6 білий ферзь · d5 чорний король · g5 білий кінь · a4 білий пішак · a3 білий пішак · c3 біла тура · e3 білий слон · g3 чорний пішак · c2 чорний пішак · d2 білий пішак · g2 білий пішак · c1 чорна тура · d1 чорний кінь · g1 білий король | b8 чорний кінь · b7 чорний слон · f7 білий кінь · h6 білий ферзь · d5 чорний король · g5 білий кінь · a4 білий пішак · a3 білий пішак · c3 біла тура · e3 білий слон · g3 чорний пішак · c2 чорний пішак · d2 білий пішак · g2 білий пішак · c1 чорна тура · d1 чорний кінь · g1 білий король | b8 чорний кінь · b7 чорний слон · f7 білий кінь · h6 білий ферзь · d5 чорний король · g5 білий кінь · a4 білий пішак · a3 білий пішак · c3 біла тура · e3 білий слон · g3 чорний пішак · c2 чорний пішак · d2 білий пішак · g2 білий пішак · c1 чорна тура · d1 чорний кінь · g1 білий король | b8 чорний кінь · b7 чорний слон · f7 білий кінь · h6 білий ферзь · d5 чорний король · g5 білий кінь · a4 білий пішак · a3 білий пішак · c3 біла тура · e3 білий слон · g3 чорний пішак · c2 чорний пішак · d2 білий пішак · g2 білий пішак · c1 чорна тура · d1 чорний кінь · g1 білий король | b8 чорний кінь · b7 чорний слон · f7 білий кінь · h6 білий ферзь · d5 чорний король · g5 білий кінь · a4 білий пішак · a3 білий пішак · c3 біла тура · e3 білий слон · g3 чорний пішак · c2 чорний пішак · d2 білий пішак · g2 білий пішак · c1 чорна тура · d1 чорний кінь · g1 білий король | b8 чорний кінь · b7 чорний слон · f7 білий кінь · h6 білий ферзь · d5 чорний король · g5 білий кінь · a4 білий пішак · a3 білий пішак · c3 біла тура · e3 білий слон · g3 чорний пішак · c2 чорний пішак · d2 білий пішак · g2 білий пішак · c1 чорна тура · d1 чорний кінь · g1 білий король | 2 |
| 1 | b8 чорний кінь · b7 чорний слон · f7 білий кінь · h6 білий ферзь · d5 чорний король · g5 білий кінь · a4 білий пішак · a3 білий пішак · c3 біла тура · e3 білий слон · g3 чорний пішак · c2 чорний пішак · d2 білий пішак · g2 білий пішак · c1 чорна тура · d1 чорний кінь · g1 білий король | b8 чорний кінь · b7 чорний слон · f7 білий кінь · h6 білий ферзь · d5 чорний король · g5 білий кінь · a4 білий пішак · a3 білий пішак · c3 біла тура · e3 білий слон · g3 чорний пішак · c2 чорний пішак · d2 білий пішак · g2 білий пішак · c1 чорна тура · d1 чорний кінь · g1 білий король | b8 чорний кінь · b7 чорний слон · f7 білий кінь · h6 білий ферзь · d5 чорний король · g5 білий кінь · a4 білий пішак · a3 білий пішак · c3 біла тура · e3 білий слон · g3 чорний пішак · c2 чорний пішак · d2 білий пішак · g2 білий пішак · c1 чорна тура · d1 чорний кінь · g1 білий король | b8 чорний кінь · b7 чорний слон · f7 білий кінь · h6 білий ферзь · d5 чорний король · g5 білий кінь · a4 білий пішак · a3 білий пішак · c3 біла тура · e3 білий слон · g3 чорний пішак · c2 чорний пішак · d2 білий пішак · g2 білий пішак · c1 чорна тура · d1 чорний кінь · g1 білий король | b8 чорний кінь · b7 чорний слон · f7 білий кінь · h6 білий ферзь · d5 чорний король · g5 білий кінь · a4 білий пішак · a3 білий пішак · c3 біла тура · e3 білий слон · g3 чорний пішак · c2 чорний пішак · d2 білий пішак · g2 білий пішак · c1 чорна тура · d1 чорний кінь · g1 білий король | b8 чорний кінь · b7 чорний слон · f7 білий кінь · h6 білий ферзь · d5 чорний король · g5 білий кінь · a4 білий пішак · a3 білий пішак · c3 біла тура · e3 білий слон · g3 чорний пішак · c2 чорний пішак · d2 білий пішак · g2 білий пішак · c1 чорна тура · d1 чорний кінь · g1 білий король | b8 чорний кінь · b7 чорний слон · f7 білий кінь · h6 білий ферзь · d5 чорний король · g5 білий кінь · a4 білий пішак · a3 білий пішак · c3 біла тура · e3 білий слон · g3 чорний пішак · c2 чорний пішак · d2 білий пішак · g2 білий пішак · c1 чорна тура · d1 чорний кінь · g1 білий король | b8 чорний кінь · b7 чорний слон · f7 білий кінь · h6 білий ферзь · d5 чорний король · g5 білий кінь · a4 білий пішак · a3 білий пішак · c3 біла тура · e3 білий слон · g3 чорний пішак · c2 чорний пішак · d2 білий пішак · g2 білий пішак · c1 чорна тура · d1 чорний кінь · g1 білий король | 1 |
|   | a | b | c | d | e | f | g | h |   |

FEN: 1n6/1b3N2/7Q/3k2N1/P7/P1R1B1p1/2pP2P1/2rn2K1
1. Be3—f4? ~ 2. Qe6+ Kd4 3. Bf4—e3+ Qxe3#
          1. … Kd4 2. Qd6+ Bd5 3. Be3+ Sxe3#, 1. … Bc8!
1. Rc3—b3! ~ 2. Qd6+ Kc4 3. Rb3—c3+ Sc3#
          1. … Kc4 2. Qe6+ Bd5 3. Rc3+ Sc3#

## Синтез з іншими темами
Оскільки тема проходить у загрозі, то у варіантах гри може проходити інша тема, що дозволяє тему Кучеренко синтезувати з іншими ідеями.
|   | a | b | c | d | e | f | g | h |   |
| 8 | c8 білий ферзь · a7 білий слон · b7 біла тура · d7 чорний пішак · f7 білий кінь · c6 чорний пішак · d6 чорний пішак · f5 чорний кінь · a4 білий король · c4 чорний король · d4 білий пішак · e4 білий слон · h4 біла тура · a3 чорний слон · c3 чорний пішак · d3 чорний пішак · f3 білий пішак · a2 чорна тура · b2 чорний пішак · c2 чорний кінь | c8 білий ферзь · a7 білий слон · b7 біла тура · d7 чорний пішак · f7 білий кінь · c6 чорний пішак · d6 чорний пішак · f5 чорний кінь · a4 білий король · c4 чорний король · d4 білий пішак · e4 білий слон · h4 біла тура · a3 чорний слон · c3 чорний пішак · d3 чорний пішак · f3 білий пішак · a2 чорна тура · b2 чорний пішак · c2 чорний кінь | c8 білий ферзь · a7 білий слон · b7 біла тура · d7 чорний пішак · f7 білий кінь · c6 чорний пішак · d6 чорний пішак · f5 чорний кінь · a4 білий король · c4 чорний король · d4 білий пішак · e4 білий слон · h4 біла тура · a3 чорний слон · c3 чорний пішак · d3 чорний пішак · f3 білий пішак · a2 чорна тура · b2 чорний пішак · c2 чорний кінь | c8 білий ферзь · a7 білий слон · b7 біла тура · d7 чорний пішак · f7 білий кінь · c6 чорний пішак · d6 чорний пішак · f5 чорний кінь · a4 білий король · c4 чорний король · d4 білий пішак · e4 білий слон · h4 біла тура · a3 чорний слон · c3 чорний пішак · d3 чорний пішак · f3 білий пішак · a2 чорна тура · b2 чорний пішак · c2 чорний кінь | c8 білий ферзь · a7 білий слон · b7 біла тура · d7 чорний пішак · f7 білий кінь · c6 чорний пішак · d6 чорний пішак · f5 чорний кінь · a4 білий король · c4 чорний король · d4 білий пішак · e4 білий слон · h4 біла тура · a3 чорний слон · c3 чорний пішак · d3 чорний пішак · f3 білий пішак · a2 чорна тура · b2 чорний пішак · c2 чорний кінь | c8 білий ферзь · a7 білий слон · b7 біла тура · d7 чорний пішак · f7 білий кінь · c6 чорний пішак · d6 чорний пішак · f5 чорний кінь · a4 білий король · c4 чорний король · d4 білий пішак · e4 білий слон · h4 біла тура · a3 чорний слон · c3 чорний пішак · d3 чорний пішак · f3 білий пішак · a2 чорна тура · b2 чорний пішак · c2 чорний кінь | c8 білий ферзь · a7 білий слон · b7 біла тура · d7 чорний пішак · f7 білий кінь · c6 чорний пішак · d6 чорний пішак · f5 чорний кінь · a4 білий король · c4 чорний король · d4 білий пішак · e4 білий слон · h4 біла тура · a3 чорний слон · c3 чорний пішак · d3 чорний пішак · f3 білий пішак · a2 чорна тура · b2 чорний пішак · c2 чорний кінь | c8 білий ферзь · a7 білий слон · b7 біла тура · d7 чорний пішак · f7 білий кінь · c6 чорний пішак · d6 чорний пішак · f5 чорний кінь · a4 білий король · c4 чорний король · d4 білий пішак · e4 білий слон · h4 біла тура · a3 чорний слон · c3 чорний пішак · d3 чорний пішак · f3 білий пішак · a2 чорна тура · b2 чорний пішак · c2 чорний кінь | 8 |
| 7 | c8 білий ферзь · a7 білий слон · b7 біла тура · d7 чорний пішак · f7 білий кінь · c6 чорний пішак · d6 чорний пішак · f5 чорний кінь · a4 білий король · c4 чорний король · d4 білий пішак · e4 білий слон · h4 біла тура · a3 чорний слон · c3 чорний пішак · d3 чорний пішак · f3 білий пішак · a2 чорна тура · b2 чорний пішак · c2 чорний кінь | c8 білий ферзь · a7 білий слон · b7 біла тура · d7 чорний пішак · f7 білий кінь · c6 чорний пішак · d6 чорний пішак · f5 чорний кінь · a4 білий король · c4 чорний король · d4 білий пішак · e4 білий слон · h4 біла тура · a3 чорний слон · c3 чорний пішак · d3 чорний пішак · f3 білий пішак · a2 чорна тура · b2 чорний пішак · c2 чорний кінь | c8 білий ферзь · a7 білий слон · b7 біла тура · d7 чорний пішак · f7 білий кінь · c6 чорний пішак · d6 чорний пішак · f5 чорний кінь · a4 білий король · c4 чорний король · d4 білий пішак · e4 білий слон · h4 біла тура · a3 чорний слон · c3 чорний пішак · d3 чорний пішак · f3 білий пішак · a2 чорна тура · b2 чорний пішак · c2 чорний кінь | c8 білий ферзь · a7 білий слон · b7 біла тура · d7 чорний пішак · f7 білий кінь · c6 чорний пішак · d6 чорний пішак · f5 чорний кінь · a4 білий король · c4 чорний король · d4 білий пішак · e4 білий слон · h4 біла тура · a3 чорний слон · c3 чорний пішак · d3 чорний пішак · f3 білий пішак · a2 чорна тура · b2 чорний пішак · c2 чорний кінь | c8 білий ферзь · a7 білий слон · b7 біла тура · d7 чорний пішак · f7 білий кінь · c6 чорний пішак · d6 чорний пішак · f5 чорний кінь · a4 білий король · c4 чорний король · d4 білий пішак · e4 білий слон · h4 біла тура · a3 чорний слон · c3 чорний пішак · d3 чорний пішак · f3 білий пішак · a2 чорна тура · b2 чорний пішак · c2 чорний кінь | c8 білий ферзь · a7 білий слон · b7 біла тура · d7 чорний пішак · f7 білий кінь · c6 чорний пішак · d6 чорний пішак · f5 чорний кінь · a4 білий король · c4 чорний король · d4 білий пішак · e4 білий слон · h4 біла тура · a3 чорний слон · c3 чорний пішак · d3 чорний пішак · f3 білий пішак · a2 чорна тура · b2 чорний пішак · c2 чорний кінь | c8 білий ферзь · a7 білий слон · b7 біла тура · d7 чорний пішак · f7 білий кінь · c6 чорний пішак · d6 чорний пішак · f5 чорний кінь · a4 білий король · c4 чорний король · d4 білий пішак · e4 білий слон · h4 біла тура · a3 чорний слон · c3 чорний пішак · d3 чорний пішак · f3 білий пішак · a2 чорна тура · b2 чорний пішак · c2 чорний кінь | c8 білий ферзь · a7 білий слон · b7 біла тура · d7 чорний пішак · f7 білий кінь · c6 чорний пішак · d6 чорний пішак · f5 чорний кінь · a4 білий король · c4 чорний король · d4 білий пішак · e4 білий слон · h4 біла тура · a3 чорний слон · c3 чорний пішак · d3 чорний пішак · f3 білий пішак · a2 чорна тура · b2 чорний пішак · c2 чорний кінь | 7 |
| 6 | c8 білий ферзь · a7 білий слон · b7 біла тура · d7 чорний пішак · f7 білий кінь · c6 чорний пішак · d6 чорний пішак · f5 чорний кінь · a4 білий король · c4 чорний король · d4 білий пішак · e4 білий слон · h4 біла тура · a3 чорний слон · c3 чорний пішак · d3 чорний пішак · f3 білий пішак · a2 чорна тура · b2 чорний пішак · c2 чорний кінь | c8 білий ферзь · a7 білий слон · b7 біла тура · d7 чорний пішак · f7 білий кінь · c6 чорний пішак · d6 чорний пішак · f5 чорний кінь · a4 білий король · c4 чорний король · d4 білий пішак · e4 білий слон · h4 біла тура · a3 чорний слон · c3 чорний пішак · d3 чорний пішак · f3 білий пішак · a2 чорна тура · b2 чорний пішак · c2 чорний кінь | c8 білий ферзь · a7 білий слон · b7 біла тура · d7 чорний пішак · f7 білий кінь · c6 чорний пішак · d6 чорний пішак · f5 чорний кінь · a4 білий король · c4 чорний король · d4 білий пішак · e4 білий слон · h4 біла тура · a3 чорний слон · c3 чорний пішак · d3 чорний пішак · f3 білий пішак · a2 чорна тура · b2 чорний пішак · c2 чорний кінь | c8 білий ферзь · a7 білий слон · b7 біла тура · d7 чорний пішак · f7 білий кінь · c6 чорний пішак · d6 чорний пішак · f5 чорний кінь · a4 білий король · c4 чорний король · d4 білий пішак · e4 білий слон · h4 біла тура · a3 чорний слон · c3 чорний пішак · d3 чорний пішак · f3 білий пішак · a2 чорна тура · b2 чорний пішак · c2 чорний кінь | c8 білий ферзь · a7 білий слон · b7 біла тура · d7 чорний пішак · f7 білий кінь · c6 чорний пішак · d6 чорний пішак · f5 чорний кінь · a4 білий король · c4 чорний король · d4 білий пішак · e4 білий слон · h4 біла тура · a3 чорний слон · c3 чорний пішак · d3 чорний пішак · f3 білий пішак · a2 чорна тура · b2 чорний пішак · c2 чорний кінь | c8 білий ферзь · a7 білий слон · b7 біла тура · d7 чорний пішак · f7 білий кінь · c6 чорний пішак · d6 чорний пішак · f5 чорний кінь · a4 білий король · c4 чорний король · d4 білий пішак · e4 білий слон · h4 біла тура · a3 чорний слон · c3 чорний пішак · d3 чорний пішак · f3 білий пішак · a2 чорна тура · b2 чорний пішак · c2 чорний кінь | c8 білий ферзь · a7 білий слон · b7 біла тура · d7 чорний пішак · f7 білий кінь · c6 чорний пішак · d6 чорний пішак · f5 чорний кінь · a4 білий король · c4 чорний король · d4 білий пішак · e4 білий слон · h4 біла тура · a3 чорний слон · c3 чорний пішак · d3 чорний пішак · f3 білий пішак · a2 чорна тура · b2 чорний пішак · c2 чорний кінь | c8 білий ферзь · a7 білий слон · b7 біла тура · d7 чорний пішак · f7 білий кінь · c6 чорний пішак · d6 чорний пішак · f5 чорний кінь · a4 білий король · c4 чорний король · d4 білий пішак · e4 білий слон · h4 біла тура · a3 чорний слон · c3 чорний пішак · d3 чорний пішак · f3 білий пішак · a2 чорна тура · b2 чорний пішак · c2 чорний кінь | 6 |
| 5 | c8 білий ферзь · a7 білий слон · b7 біла тура · d7 чорний пішак · f7 білий кінь · c6 чорний пішак · d6 чорний пішак · f5 чорний кінь · a4 білий король · c4 чорний король · d4 білий пішак · e4 білий слон · h4 біла тура · a3 чорний слон · c3 чорний пішак · d3 чорний пішак · f3 білий пішак · a2 чорна тура · b2 чорний пішак · c2 чорний кінь | c8 білий ферзь · a7 білий слон · b7 біла тура · d7 чорний пішак · f7 білий кінь · c6 чорний пішак · d6 чорний пішак · f5 чорний кінь · a4 білий король · c4 чорний король · d4 білий пішак · e4 білий слон · h4 біла тура · a3 чорний слон · c3 чорний пішак · d3 чорний пішак · f3 білий пішак · a2 чорна тура · b2 чорний пішак · c2 чорний кінь | c8 білий ферзь · a7 білий слон · b7 біла тура · d7 чорний пішак · f7 білий кінь · c6 чорний пішак · d6 чорний пішак · f5 чорний кінь · a4 білий король · c4 чорний король · d4 білий пішак · e4 білий слон · h4 біла тура · a3 чорний слон · c3 чорний пішак · d3 чорний пішак · f3 білий пішак · a2 чорна тура · b2 чорний пішак · c2 чорний кінь | c8 білий ферзь · a7 білий слон · b7 біла тура · d7 чорний пішак · f7 білий кінь · c6 чорний пішак · d6 чорний пішак · f5 чорний кінь · a4 білий король · c4 чорний король · d4 білий пішак · e4 білий слон · h4 біла тура · a3 чорний слон · c3 чорний пішак · d3 чорний пішак · f3 білий пішак · a2 чорна тура · b2 чорний пішак · c2 чорний кінь | c8 білий ферзь · a7 білий слон · b7 біла тура · d7 чорний пішак · f7 білий кінь · c6 чорний пішак · d6 чорний пішак · f5 чорний кінь · a4 білий король · c4 чорний король · d4 білий пішак · e4 білий слон · h4 біла тура · a3 чорний слон · c3 чорний пішак · d3 чорний пішак · f3 білий пішак · a2 чорна тура · b2 чорний пішак · c2 чорний кінь | c8 білий ферзь · a7 білий слон · b7 біла тура · d7 чорний пішак · f7 білий кінь · c6 чорний пішак · d6 чорний пішак · f5 чорний кінь · a4 білий король · c4 чорний король · d4 білий пішак · e4 білий слон · h4 біла тура · a3 чорний слон · c3 чорний пішак · d3 чорний пішак · f3 білий пішак · a2 чорна тура · b2 чорний пішак · c2 чорний кінь | c8 білий ферзь · a7 білий слон · b7 біла тура · d7 чорний пішак · f7 білий кінь · c6 чорний пішак · d6 чорний пішак · f5 чорний кінь · a4 білий король · c4 чорний король · d4 білий пішак · e4 білий слон · h4 біла тура · a3 чорний слон · c3 чорний пішак · d3 чорний пішак · f3 білий пішак · a2 чорна тура · b2 чорний пішак · c2 чорний кінь | c8 білий ферзь · a7 білий слон · b7 біла тура · d7 чорний пішак · f7 білий кінь · c6 чорний пішак · d6 чорний пішак · f5 чорний кінь · a4 білий король · c4 чорний король · d4 білий пішак · e4 білий слон · h4 біла тура · a3 чорний слон · c3 чорний пішак · d3 чорний пішак · f3 білий пішак · a2 чорна тура · b2 чорний пішак · c2 чорний кінь | 5 |
| 4 | c8 білий ферзь · a7 білий слон · b7 біла тура · d7 чорний пішак · f7 білий кінь · c6 чорний пішак · d6 чорний пішак · f5 чорний кінь · a4 білий король · c4 чорний король · d4 білий пішак · e4 білий слон · h4 біла тура · a3 чорний слон · c3 чорний пішак · d3 чорний пішак · f3 білий пішак · a2 чорна тура · b2 чорний пішак · c2 чорний кінь | c8 білий ферзь · a7 білий слон · b7 біла тура · d7 чорний пішак · f7 білий кінь · c6 чорний пішак · d6 чорний пішак · f5 чорний кінь · a4 білий король · c4 чорний король · d4 білий пішак · e4 білий слон · h4 біла тура · a3 чорний слон · c3 чорний пішак · d3 чорний пішак · f3 білий пішак · a2 чорна тура · b2 чорний пішак · c2 чорний кінь | c8 білий ферзь · a7 білий слон · b7 біла тура · d7 чорний пішак · f7 білий кінь · c6 чорний пішак · d6 чорний пішак · f5 чорний кінь · a4 білий король · c4 чорний король · d4 білий пішак · e4 білий слон · h4 біла тура · a3 чорний слон · c3 чорний пішак · d3 чорний пішак · f3 білий пішак · a2 чорна тура · b2 чорний пішак · c2 чорний кінь | c8 білий ферзь · a7 білий слон · b7 біла тура · d7 чорний пішак · f7 білий кінь · c6 чорний пішак · d6 чорний пішак · f5 чорний кінь · a4 білий король · c4 чорний король · d4 білий пішак · e4 білий слон · h4 біла тура · a3 чорний слон · c3 чорний пішак · d3 чорний пішак · f3 білий пішак · a2 чорна тура · b2 чорний пішак · c2 чорний кінь | c8 білий ферзь · a7 білий слон · b7 біла тура · d7 чорний пішак · f7 білий кінь · c6 чорний пішак · d6 чорний пішак · f5 чорний кінь · a4 білий король · c4 чорний король · d4 білий пішак · e4 білий слон · h4 біла тура · a3 чорний слон · c3 чорний пішак · d3 чорний пішак · f3 білий пішак · a2 чорна тура · b2 чорний пішак · c2 чорний кінь | c8 білий ферзь · a7 білий слон · b7 біла тура · d7 чорний пішак · f7 білий кінь · c6 чорний пішак · d6 чорний пішак · f5 чорний кінь · a4 білий король · c4 чорний король · d4 білий пішак · e4 білий слон · h4 біла тура · a3 чорний слон · c3 чорний пішак · d3 чорний пішак · f3 білий пішак · a2 чорна тура · b2 чорний пішак · c2 чорний кінь | c8 білий ферзь · a7 білий слон · b7 біла тура · d7 чорний пішак · f7 білий кінь · c6 чорний пішак · d6 чорний пішак · f5 чорний кінь · a4 білий король · c4 чорний король · d4 білий пішак · e4 білий слон · h4 біла тура · a3 чорний слон · c3 чорний пішак · d3 чорний пішак · f3 білий пішак · a2 чорна тура · b2 чорний пішак · c2 чорний кінь | c8 білий ферзь · a7 білий слон · b7 біла тура · d7 чорний пішак · f7 білий кінь · c6 чорний пішак · d6 чорний пішак · f5 чорний кінь · a4 білий король · c4 чорний король · d4 білий пішак · e4 білий слон · h4 біла тура · a3 чорний слон · c3 чорний пішак · d3 чорний пішак · f3 білий пішак · a2 чорна тура · b2 чорний пішак · c2 чорний кінь | 4 |
| 3 | c8 білий ферзь · a7 білий слон · b7 біла тура · d7 чорний пішак · f7 білий кінь · c6 чорний пішак · d6 чорний пішак · f5 чорний кінь · a4 білий король · c4 чорний король · d4 білий пішак · e4 білий слон · h4 біла тура · a3 чорний слон · c3 чорний пішак · d3 чорний пішак · f3 білий пішак · a2 чорна тура · b2 чорний пішак · c2 чорний кінь | c8 білий ферзь · a7 білий слон · b7 біла тура · d7 чорний пішак · f7 білий кінь · c6 чорний пішак · d6 чорний пішак · f5 чорний кінь · a4 білий король · c4 чорний король · d4 білий пішак · e4 білий слон · h4 біла тура · a3 чорний слон · c3 чорний пішак · d3 чорний пішак · f3 білий пішак · a2 чорна тура · b2 чорний пішак · c2 чорний кінь | c8 білий ферзь · a7 білий слон · b7 біла тура · d7 чорний пішак · f7 білий кінь · c6 чорний пішак · d6 чорний пішак · f5 чорний кінь · a4 білий король · c4 чорний король · d4 білий пішак · e4 білий слон · h4 біла тура · a3 чорний слон · c3 чорний пішак · d3 чорний пішак · f3 білий пішак · a2 чорна тура · b2 чорний пішак · c2 чорний кінь | c8 білий ферзь · a7 білий слон · b7 біла тура · d7 чорний пішак · f7 білий кінь · c6 чорний пішак · d6 чорний пішак · f5 чорний кінь · a4 білий король · c4 чорний король · d4 білий пішак · e4 білий слон · h4 біла тура · a3 чорний слон · c3 чорний пішак · d3 чорний пішак · f3 білий пішак · a2 чорна тура · b2 чорний пішак · c2 чорний кінь | c8 білий ферзь · a7 білий слон · b7 біла тура · d7 чорний пішак · f7 білий кінь · c6 чорний пішак · d6 чорний пішак · f5 чорний кінь · a4 білий король · c4 чорний король · d4 білий пішак · e4 білий слон · h4 біла тура · a3 чорний слон · c3 чорний пішак · d3 чорний пішак · f3 білий пішак · a2 чорна тура · b2 чорний пішак · c2 чорний кінь | c8 білий ферзь · a7 білий слон · b7 біла тура · d7 чорний пішак · f7 білий кінь · c6 чорний пішак · d6 чорний пішак · f5 чорний кінь · a4 білий король · c4 чорний король · d4 білий пішак · e4 білий слон · h4 біла тура · a3 чорний слон · c3 чорний пішак · d3 чорний пішак · f3 білий пішак · a2 чорна тура · b2 чорний пішак · c2 чорний кінь | c8 білий ферзь · a7 білий слон · b7 біла тура · d7 чорний пішак · f7 білий кінь · c6 чорний пішак · d6 чорний пішак · f5 чорний кінь · a4 білий король · c4 чорний король · d4 білий пішак · e4 білий слон · h4 біла тура · a3 чорний слон · c3 чорний пішак · d3 чорний пішак · f3 білий пішак · a2 чорна тура · b2 чорний пішак · c2 чорний кінь | c8 білий ферзь · a7 білий слон · b7 біла тура · d7 чорний пішак · f7 білий кінь · c6 чорний пішак · d6 чорний пішак · f5 чорний кінь · a4 білий король · c4 чорний король · d4 білий пішак · e4 білий слон · h4 біла тура · a3 чорний слон · c3 чорний пішак · d3 чорний пішак · f3 білий пішак · a2 чорна тура · b2 чорний пішак · c2 чорний кінь | 3 |
| 2 | c8 білий ферзь · a7 білий слон · b7 біла тура · d7 чорний пішак · f7 білий кінь · c6 чорний пішак · d6 чорний пішак · f5 чорний кінь · a4 білий король · c4 чорний король · d4 білий пішак · e4 білий слон · h4 біла тура · a3 чорний слон · c3 чорний пішак · d3 чорний пішак · f3 білий пішак · a2 чорна тура · b2 чорний пішак · c2 чорний кінь | c8 білий ферзь · a7 білий слон · b7 біла тура · d7 чорний пішак · f7 білий кінь · c6 чорний пішак · d6 чорний пішак · f5 чорний кінь · a4 білий король · c4 чорний король · d4 білий пішак · e4 білий слон · h4 біла тура · a3 чорний слон · c3 чорний пішак · d3 чорний пішак · f3 білий пішак · a2 чорна тура · b2 чорний пішак · c2 чорний кінь | c8 білий ферзь · a7 білий слон · b7 біла тура · d7 чорний пішак · f7 білий кінь · c6 чорний пішак · d6 чорний пішак · f5 чорний кінь · a4 білий король · c4 чорний король · d4 білий пішак · e4 білий слон · h4 біла тура · a3 чорний слон · c3 чорний пішак · d3 чорний пішак · f3 білий пішак · a2 чорна тура · b2 чорний пішак · c2 чорний кінь | c8 білий ферзь · a7 білий слон · b7 біла тура · d7 чорний пішак · f7 білий кінь · c6 чорний пішак · d6 чорний пішак · f5 чорний кінь · a4 білий король · c4 чорний король · d4 білий пішак · e4 білий слон · h4 біла тура · a3 чорний слон · c3 чорний пішак · d3 чорний пішак · f3 білий пішак · a2 чорна тура · b2 чорний пішак · c2 чорний кінь | c8 білий ферзь · a7 білий слон · b7 біла тура · d7 чорний пішак · f7 білий кінь · c6 чорний пішак · d6 чорний пішак · f5 чорний кінь · a4 білий король · c4 чорний король · d4 білий пішак · e4 білий слон · h4 біла тура · a3 чорний слон · c3 чорний пішак · d3 чорний пішак · f3 білий пішак · a2 чорна тура · b2 чорний пішак · c2 чорний кінь | c8 білий ферзь · a7 білий слон · b7 біла тура · d7 чорний пішак · f7 білий кінь · c6 чорний пішак · d6 чорний пішак · f5 чорний кінь · a4 білий король · c4 чорний король · d4 білий пішак · e4 білий слон · h4 біла тура · a3 чорний слон · c3 чорний пішак · d3 чорний пішак · f3 білий пішак · a2 чорна тура · b2 чорний пішак · c2 чорний кінь | c8 білий ферзь · a7 білий слон · b7 біла тура · d7 чорний пішак · f7 білий кінь · c6 чорний пішак · d6 чорний пішак · f5 чорний кінь · a4 білий король · c4 чорний король · d4 білий пішак · e4 білий слон · h4 біла тура · a3 чорний слон · c3 чорний пішак · d3 чорний пішак · f3 білий пішак · a2 чорна тура · b2 чорний пішак · c2 чорний кінь | c8 білий ферзь · a7 білий слон · b7 біла тура · d7 чорний пішак · f7 білий кінь · c6 чорний пішак · d6 чорний пішак · f5 чорний кінь · a4 білий король · c4 чорний король · d4 білий пішак · e4 білий слон · h4 біла тура · a3 чорний слон · c3 чорний пішак · d3 чорний пішак · f3 білий пішак · a2 чорна тура · b2 чорний пішак · c2 чорний кінь | 2 |
| 1 | c8 білий ферзь · a7 білий слон · b7 біла тура · d7 чорний пішак · f7 білий кінь · c6 чорний пішак · d6 чорний пішак · f5 чорний кінь · a4 білий король · c4 чорний король · d4 білий пішак · e4 білий слон · h4 біла тура · a3 чорний слон · c3 чорний пішак · d3 чорний пішак · f3 білий пішак · a2 чорна тура · b2 чорний пішак · c2 чорний кінь | c8 білий ферзь · a7 білий слон · b7 біла тура · d7 чорний пішак · f7 білий кінь · c6 чорний пішак · d6 чорний пішак · f5 чорний кінь · a4 білий король · c4 чорний король · d4 білий пішак · e4 білий слон · h4 біла тура · a3 чорний слон · c3 чорний пішак · d3 чорний пішак · f3 білий пішак · a2 чорна тура · b2 чорний пішак · c2 чорний кінь | c8 білий ферзь · a7 білий слон · b7 біла тура · d7 чорний пішак · f7 білий кінь · c6 чорний пішак · d6 чорний пішак · f5 чорний кінь · a4 білий король · c4 чорний король · d4 білий пішак · e4 білий слон · h4 біла тура · a3 чорний слон · c3 чорний пішак · d3 чорний пішак · f3 білий пішак · a2 чорна тура · b2 чорний пішак · c2 чорний кінь | c8 білий ферзь · a7 білий слон · b7 біла тура · d7 чорний пішак · f7 білий кінь · c6 чорний пішак · d6 чорний пішак · f5 чорний кінь · a4 білий король · c4 чорний король · d4 білий пішак · e4 білий слон · h4 біла тура · a3 чорний слон · c3 чорний пішак · d3 чорний пішак · f3 білий пішак · a2 чорна тура · b2 чорний пішак · c2 чорний кінь | c8 білий ферзь · a7 білий слон · b7 біла тура · d7 чорний пішак · f7 білий кінь · c6 чорний пішак · d6 чорний пішак · f5 чорний кінь · a4 білий король · c4 чорний король · d4 білий пішак · e4 білий слон · h4 біла тура · a3 чорний слон · c3 чорний пішак · d3 чорний пішак · f3 білий пішак · a2 чорна тура · b2 чорний пішак · c2 чорний кінь | c8 білий ферзь · a7 білий слон · b7 біла тура · d7 чорний пішак · f7 білий кінь · c6 чорний пішак · d6 чорний пішак · f5 чорний кінь · a4 білий король · c4 чорний король · d4 білий пішак · e4 білий слон · h4 біла тура · a3 чорний слон · c3 чорний пішак · d3 чорний пішак · f3 білий пішак · a2 чорна тура · b2 чорний пішак · c2 чорний кінь | c8 білий ферзь · a7 білий слон · b7 біла тура · d7 чорний пішак · f7 білий кінь · c6 чорний пішак · d6 чорний пішак · f5 чорний кінь · a4 білий король · c4 чорний король · d4 білий пішак · e4 білий слон · h4 біла тура · a3 чорний слон · c3 чорний пішак · d3 чорний пішак · f3 білий пішак · a2 чорна тура · b2 чорний пішак · c2 чорний кінь | c8 білий ферзь · a7 білий слон · b7 біла тура · d7 чорний пішак · f7 білий кінь · c6 чорний пішак · d6 чорний пішак · f5 чорний кінь · a4 білий король · c4 чорний король · d4 білий пішак · e4 білий слон · h4 біла тура · a3 чорний слон · c3 чорний пішак · d3 чорний пішак · f3 білий пішак · a2 чорна тура · b2 чорний пішак · c2 чорний кінь | 1 |
|   | a | b | c | d | e | f | g | h |   |

FEN: 2Q5/BR1p1N2/2pp4/5n2/K1kPB2R/b1pp1P2/rpn5/8
1. Be4xc6! ~ 2. Bc6—e4+ Bc5#
1. … Scxd4 2. Rb4+ Bxb4#
1. … Sfxd4 2. Sxd6+ Bxd6#
- — - — - — -
1. … Sb4 2. Rxb4+ Bxb4#
1. … Se7 2. Sxd6+ Bxd6#
1. … d5   2. Bxd7+ Bc5#
1. … dc6 2. Qxc6+ Bc5#
В задачі пройшов синтез ідей — в загрозі тема Кучеренко і в перших двох варіантах захист Шифмана-1.